# 29. Dezember
Der 29. Dezember ist der 363. Tag des gregorianischen Kalenders (der 364. in Schaltjahren), somit bleiben 2 Tage bis zum Jahresende.

## Ereignisse

### Politik und Weltgeschehen
- 1605: Der englische Seefahrer und Entdecker John Davis wird von japanischen Piraten getötet.
- 1804: Im Zweiten Marathenkrieg beginnt die Belagerung von Bharatpur durch die Britische Ostindien-Kompanie.
- 1813: In Zürich beschließen zehn alte Kantone der Schweiz die Aufhebung der Mediationsverfassung. Weil zugleich die Untertanenverhältnisse abgeschafft bleiben, treten in den folgenden Wochen Spannungen auf.
- 1813: Im Krieg von 1812 brennen britische Truppen die Stadt Buffalo nieder.
- 1845: Texas tritt als 28. US-Bundesstaat den USA bei.

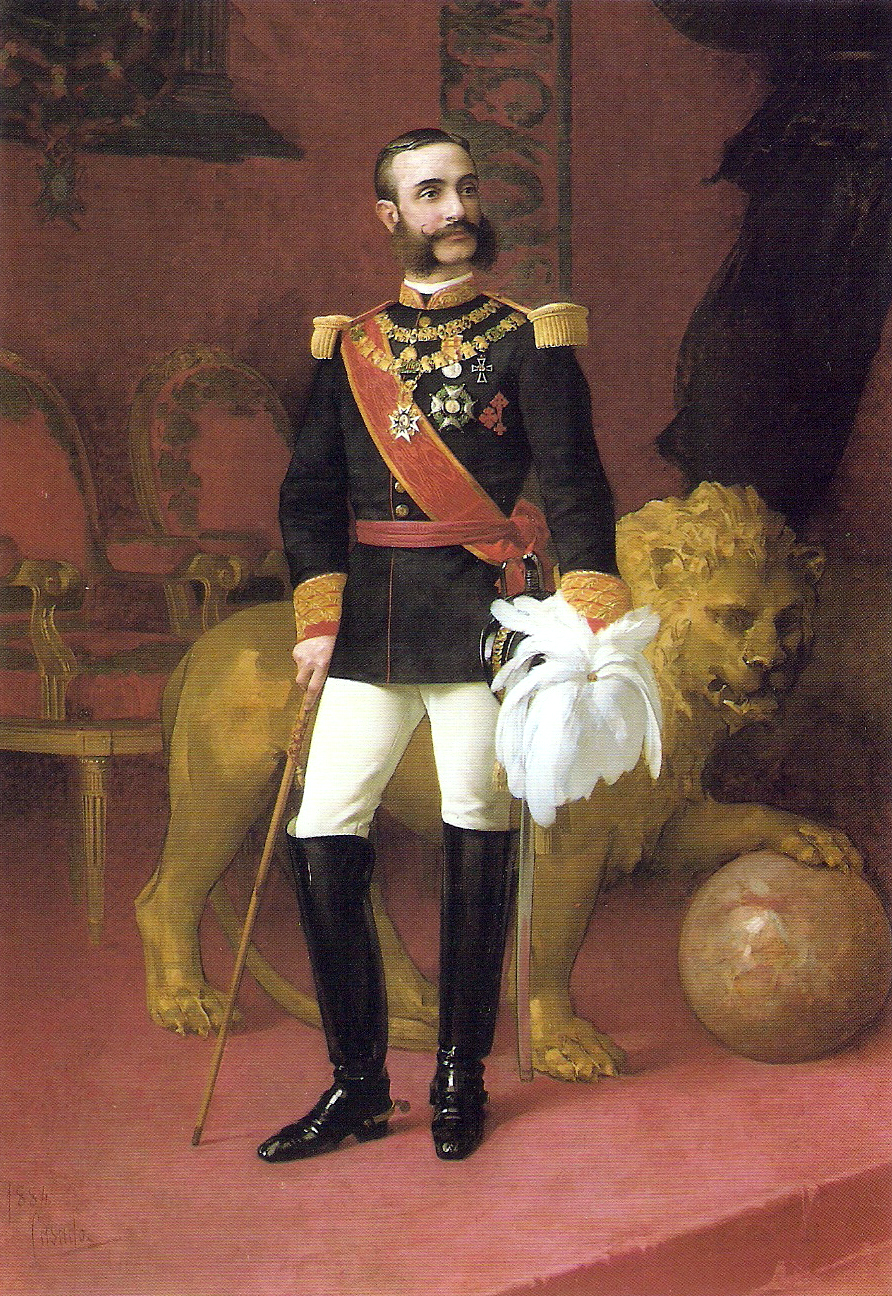
1874: Alfons XII.

- 1874: In Sagunto wird mit Rückendeckung der Generalität der Bourbone Alfons XII. zum König von Spanien ausgerufen.

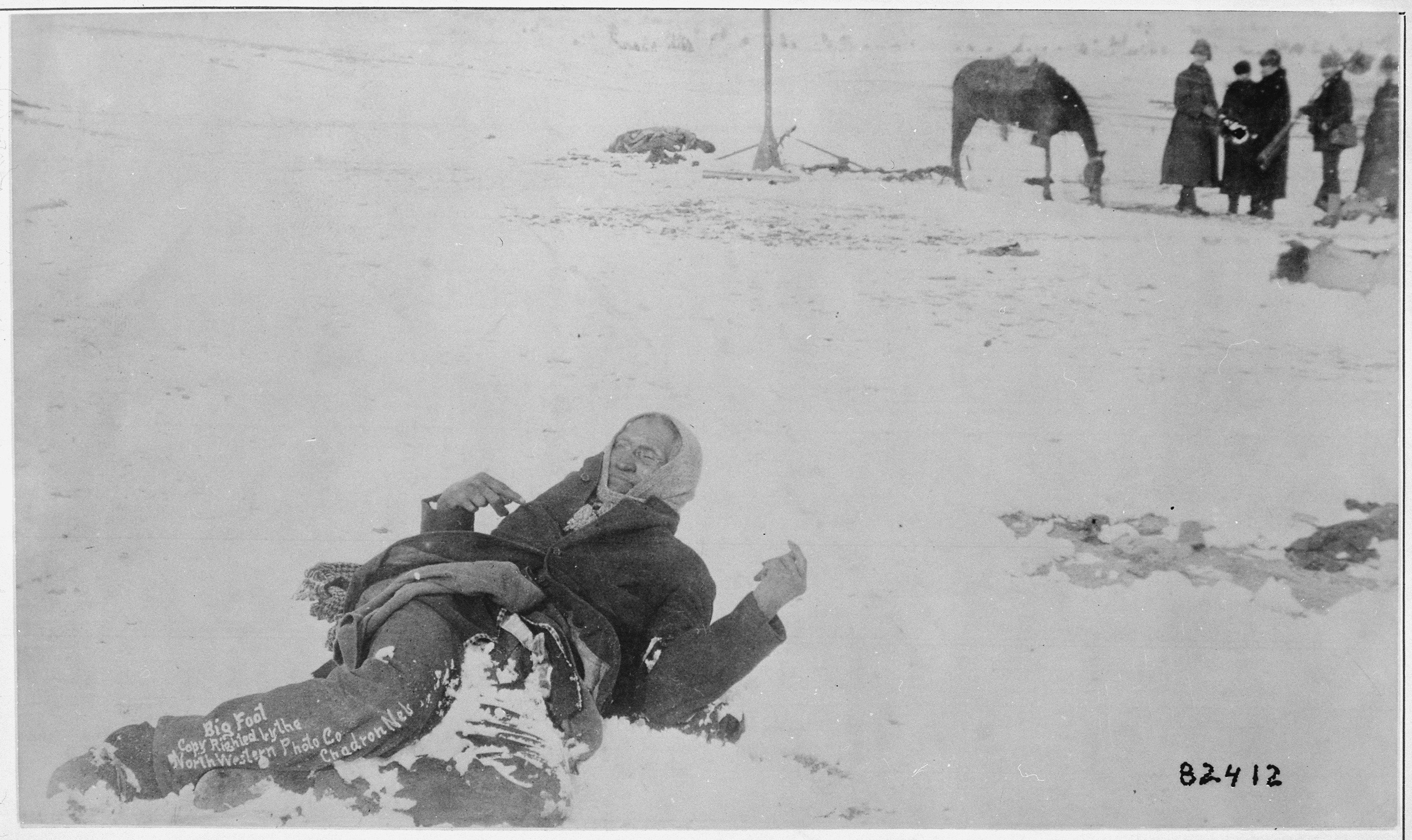
1890: Leichnam des Häuptlings Spotted Elk

- 1890: Bei Wounded Knee im Bundesstaat South Dakota massakrieren US-amerikanische Truppen mehr als 350 Indianer vom Stamm der Lakota.
- 1895: Der Brite Leander Starr Jameson überschreitet mit seinen Truppen von Südrhodesien aus die Grenze zur Burenrepublik Transvaal und beginnt damit den Jameson Raid in Richtung Johannesburg, um die Burenrepubliken dem Britischen Weltreich einzuverleiben.
- 1911: Sun Yat-sen wird in Nanjing zum Übergangspräsidenten der Republik China gewählt.
- 1911: In der Äußeren Mongolei erhebt sich der 8. Jebtsundamba Khutukhtu zum Bogd Khan und erklärt das Land für unabhängig.
- 1921: William Lyon Mackenzie King, Vorsitzender der in der Parlamentswahl Anfang des Monats siegreichen Liberalen, wird neuer Premierminister Kanadas.
- 1928: Die Kuomintang erklärt die Chinesische Wiedervereinigung als vollendet.
- 1937: Die Verfassung von Irland tritt in Kraft und löst die Verfassung des Irischen Freistaates ab. Damit geht der Irische Freistaat in die Republik Irland über; der britische Monarch ist nicht länger Staatsoberhaupt.
- 1967: Der Jirisan-Nationalpark in Südkorea wird eröffnet.

1978: Wappen des Königs von Spanien

- 1978: Die Verfassung des Königreiches Spanien tritt in Kraft, damit endet der Franquismus in Spanien endgültig. Spanien wird eine Demokratie mit König Juan Carlos I. als Staatsoberhaupt.
- 1981: US-Präsident Ronald Reagan beschließt wegen des am 13. Dezember verhängten Kriegsrechts in Polen Wirtschaftssanktionen gegen die UdSSR.

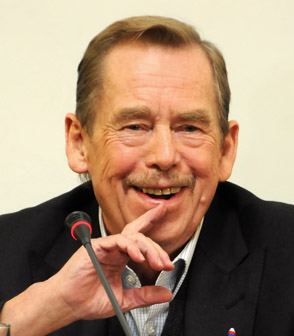
1989: Václav Havel

- 1989: Der erst im Mai aus der Haft entlassene Schriftsteller Václav Havel wird im Zuge der Samtenen Revolution Präsident der Tschechoslowakei.
- 1991: In Deutschland tritt das Stasi-Unterlagen-Gesetz in Kraft, in dem die vollständige Öffnung der Akten des ehemaligen Staatssicherheitsdienstes der DDR geregelt wird.
- 1996: Die Regierung Guatemalas schließt mit den Rebellen der Unidad Revolucionaria Nacional Guatemalteca (URNG) ein Friedensabkommen. Der guatemaltekische Bürgerkrieg geht damit nach 36 Jahren zu Ende.
- 1997: Auf Basis der Deutsch-Tschechischen Erklärung über die gegenseitigen Beziehungen und deren künftige Entwicklung vom 21. Januar wird in Prag der deutsch-tschechische Zukunftsfonds gegründet.

### Wirtschaft
- 1863: Der Süßwasserkanal vom Nil bis Sues wird vollendet. Die Trinkwasserversorgung für die 25.000 beim Bau des Suezkanals eingesetzten Arbeiter wird damit sicherer und billiger.

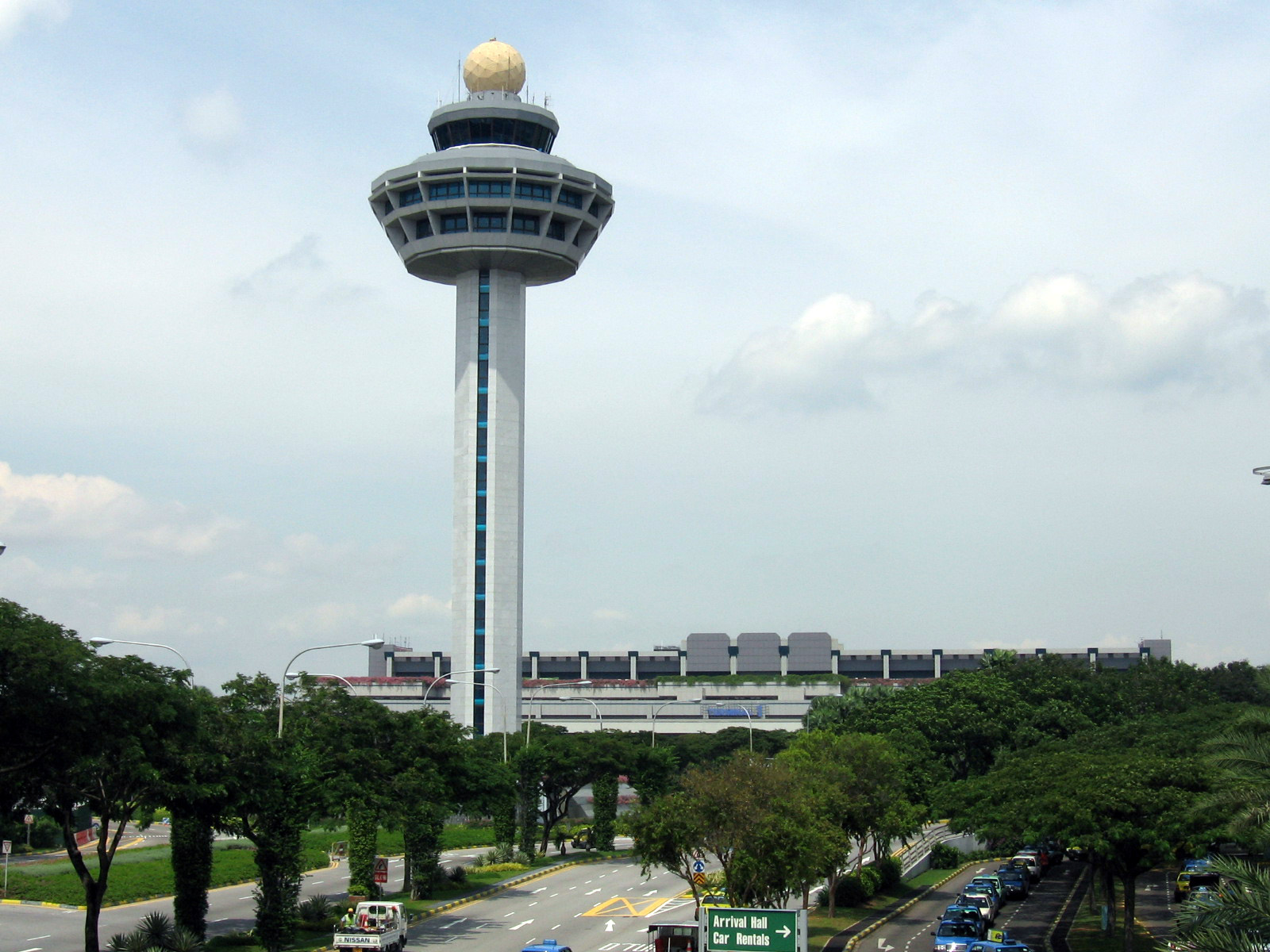
1981: Singapore Changi Airport

- 1923: Für das von ihm erfundene Ikonoskop stellt Vladimir Zworykin in den USA einen Patentantrag. Es handelt sich um eine grundlegende Entwicklung für das Fernsehsystem.
- 1958: Die Europäische Zahlungsunion endet. Währungen mehrerer Staaten werden frei konvertierbar.
- 1959: Die Metro Lissabon nimmt in einem ypsilonförmigen U-Bahn-Netz den Betrieb auf.
- 1981: In Singapur wird der neue Flughafen Singapore Changi Airport feierlich eröffnet.
- 1989: Die Auszahlung von Begrüßungsgeld für die Bundesrepublik Deutschland besuchende DDR-Bürger wird eingestellt.
- 1989: Die Regierung der DDR beschließt, den Abbau der Berliner Mauer kommerziell zu nutzen, und beauftragt den staatlichen Außenhandelsbetrieb Limex-Bau Export-Import mit dem Verkauf der Original-Trümmerstücke.

### Wissenschaft und Technik

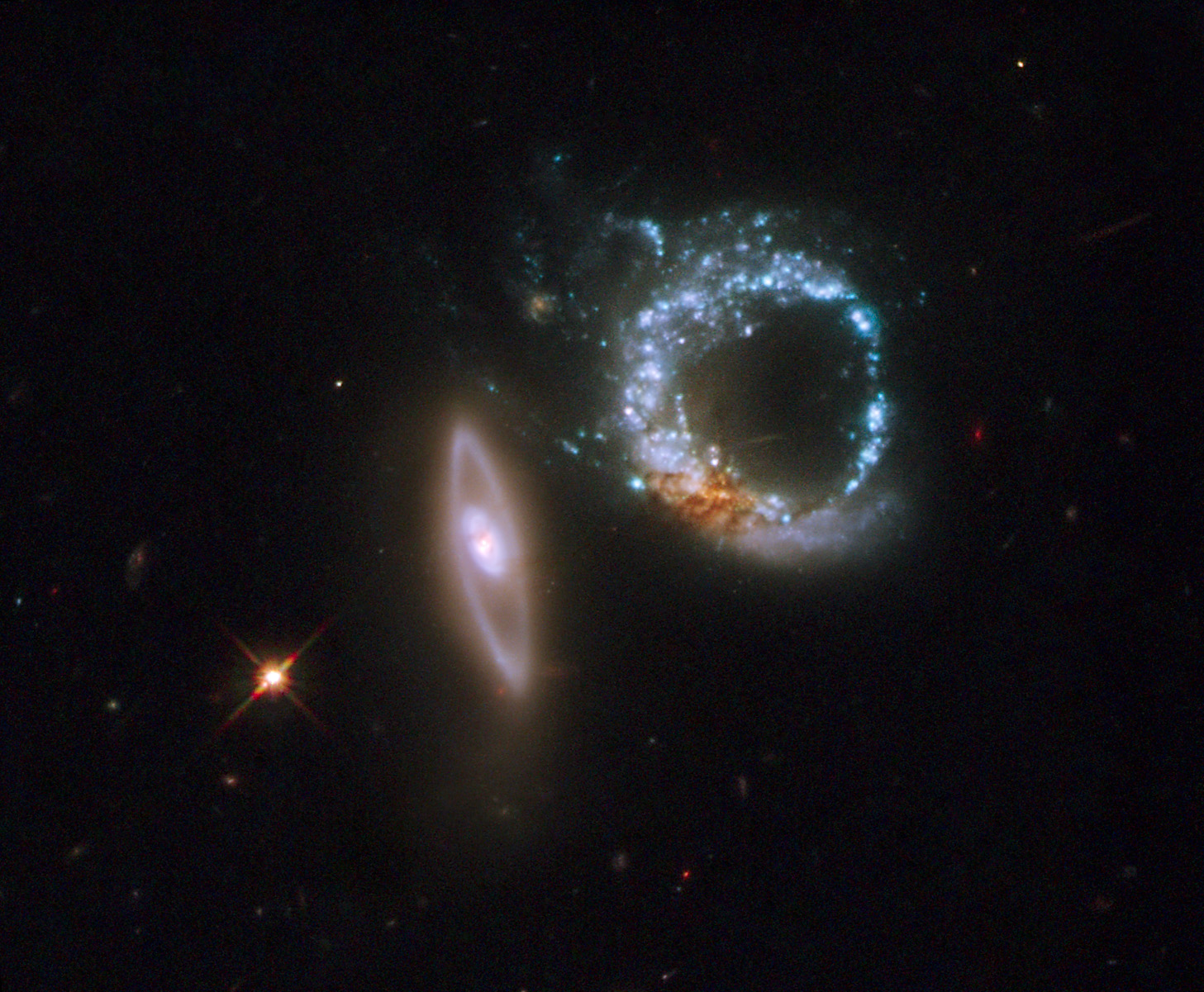
1893: Galaxienpaar IC 298

- 1893: Der französische Astronom Stéphane Javelle entdeckt im Sternbild Walfisch das Galaxienpaar IC 298.
- 1931: Die Statistische Maschine von Emanuel Goldberg wird in den USA als US-Patent 1,838,389 registriert. Mit ihr können mit Hilfe von Fotozellen und Mustererkennung die Metadaten auf Rollen von Mikrofilm durchsucht werden. Damit folgt sie dem gleichen Prinzip wie die spätere Memex.
- 1939: Der strategische Bomber Consolidated B-24 absolviert seinen Jungfernflug.
- 1952: Das erste transistorgesteuerte Hörgerät wird in Elmsford, New York, vorgestellt.
- 1959: Richard Feynman hält seine Rede There’s Plenty of Room at the Bottom (Ganz unten ist eine Menge Platz), welche zum ersten Mal die Möglichkeiten der Nanotechnologie andeutet.

### Kultur
- 1855: Jacques Offenbachs einaktige Operette Ba-ta-clan mit dem Libretto von Ludovic Halévy wird im Théâtre des Bouffes-Parisiens in Paris uraufgeführt.

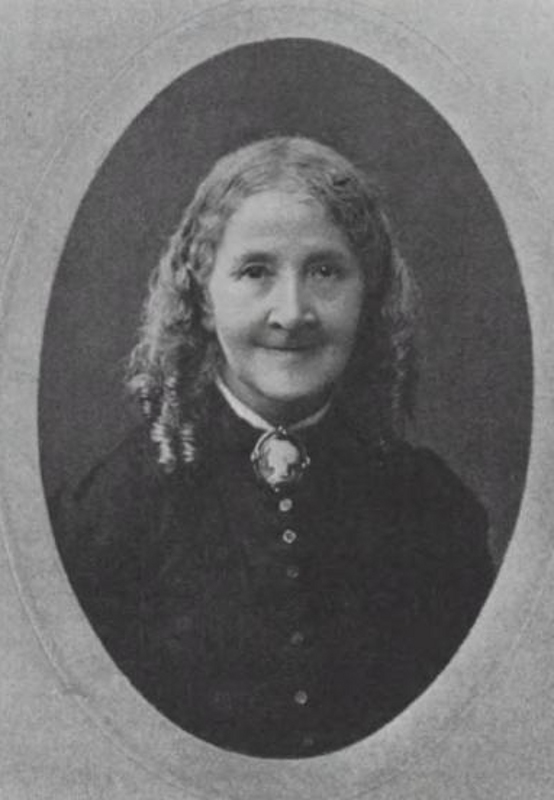
1899: Elizabeth Wolstenholme Elmy

- 1899: Die Humanistin und Dichterin Elizabeth Wolstenholme Elmy schreibt das Lied War Against War in South Africa
- 1917: Die letzte Ausgabe der deutschen Kulturzeitschrift März erscheint.

1922: Plakat zur Uraufführung von Nathan der Weise

- 1922: Nachdem Rechtsradikale bereits im November versucht haben, das Filmnegativ zu vernichten, wird der Spielfilm Nathan der Weise von Manfred Noa mit Werner Krauß in der Titelrolle im Berliner Alhambra uraufgeführt. Der Film erhält positive Kritiken, fällt aber bald der antijüdischen Propaganda zum Opfer. Es handelt sich um die bisher einzige Verfilmung des gleichnamigen Stücks von Gotthold Ephraim Lessing.
- 1927: Die tragische Oper Sly ovvero La leggenda del dormiente risvegliato des deutsch-italienischen Komponisten Ermanno Wolf-Ferrari hat in Mailand Premiere.
- 1933: In den USA hat der Laurel-und-Hardy-Film Die Wüstensöhne seine Uraufführung. Er wird einer der zehn erfolgreichsten Streifen des Jahres 1934 in den US-Kinos.
- 1934: In Madrid erfolgt die Uraufführung des Dramas Yerma von Federico García Lorca, der zweite Teil einer Trilogie, in denen die Unterdrückung der Frau in der spanischen Gesellschaft der 1930er Jahre geschildert wird.
- 1955: In Köln wird der unter der Regie von Kurt Hoffmann entstandene Spielfilm Ich denke oft an Piroschka mit Liselotte Pulver in der Titelrolle uraufgeführt.

### Gesellschaft

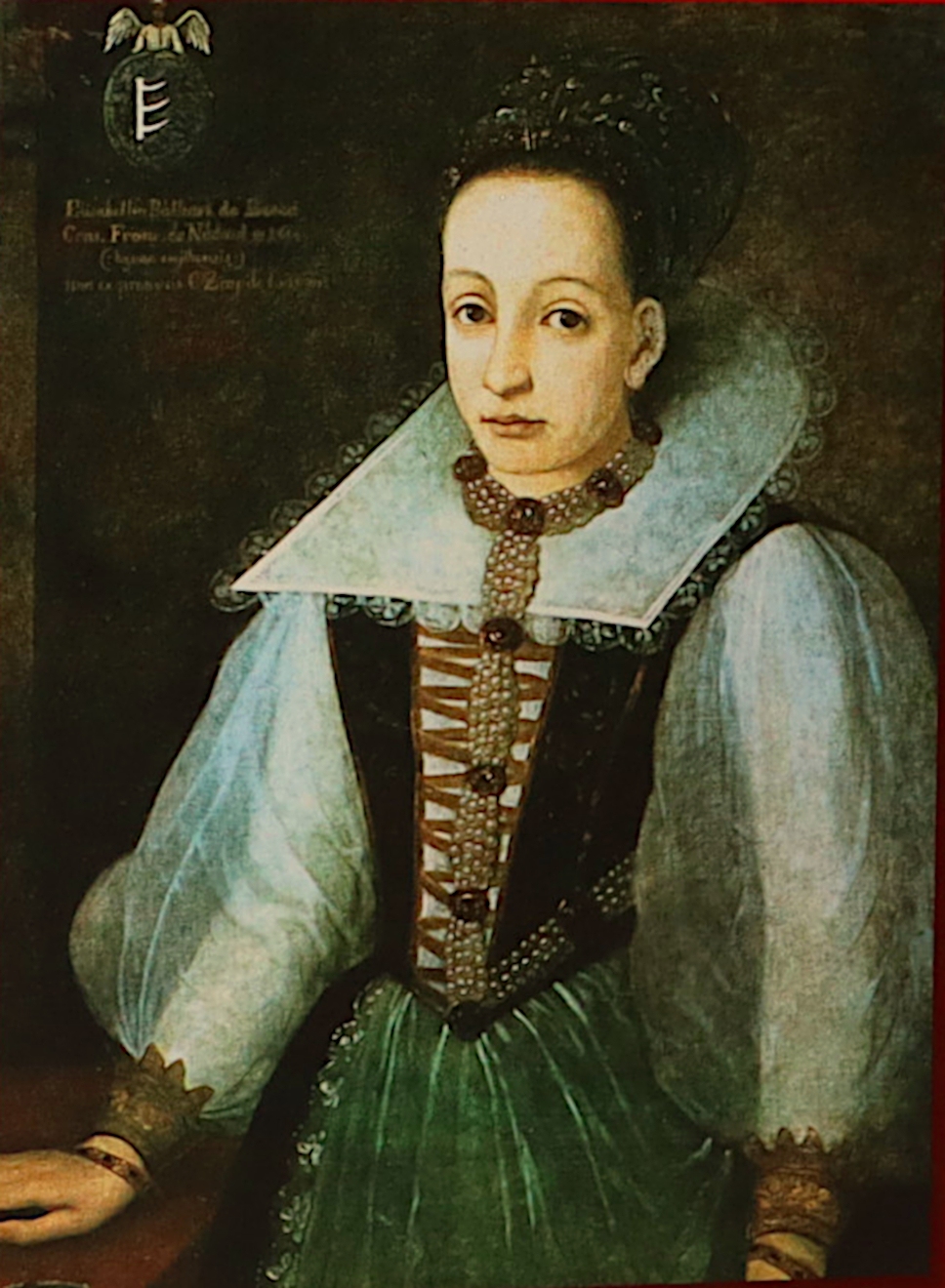
1610: Elisabeth Báthory

- 1610: Im Auftrag des ungarischen Königs Matthias II. wird das Schloss der ungarischen Gräfin Elisabeth Báthory gestürmt. Bei der folgenden Durchsuchung werden zahllose menschliche Überreste, aber auch überlebende Opfer der „Blutgräfin“ gefunden.
- 1983: Unter fast völligem Ausschluss der Öffentlichkeit heiraten Prinzessin Caroline von Monaco und der Industriellensohn Stefano Casiraghi.
- 2013: Der siebenfache Formel-1-Weltmeister Michael Schumacher stürzt schwer beim Skifahren in den Alpen bei Méribel. Hierbei zieht er sich ein schweres Schädel-Hirn-Trauma zu und lebt seitdem, im Rahmen der Rehabilitation, abgeschottet von der Öffentlichkeit.

### Religion
- 0418: Bonifatius I. wird in Rom zum Papst ausgerufen.
- 1165: Karl der Große wird vom Erzbischof von Köln, Rainald von Dassel, unter Billigung des Gegenpapstes Paschalis III. heiliggesprochen.

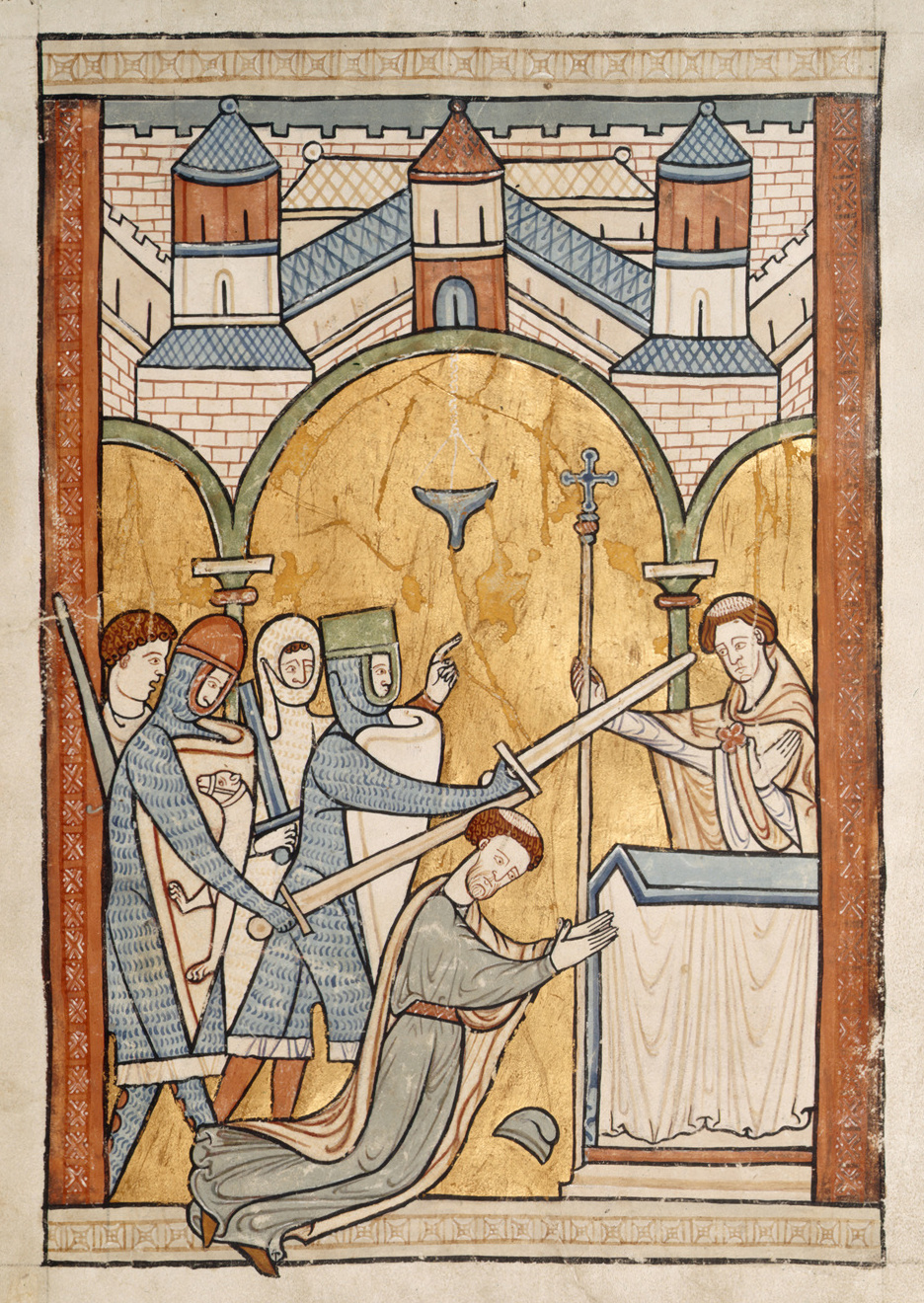
1170: Die Ermordung Thomas Beckets

- 1170: Vier anglonormannische Ritter ermorden Thomas Becket, den Erzbischof von Canterbury.
- 1226: Nach 53 Jahren Bauzeit wird der von Heinrich dem Löwen gestiftete Braunschweiger Dom St. Blasii fertiggestellt.
- 2003: In Bujumbura wird Michael Courtney, der Apostolische Nuntius in Burundi, unter ungeklärten Umständen auf dem Rückweg von einer Beerdigung ermordet.

### Katastrophen

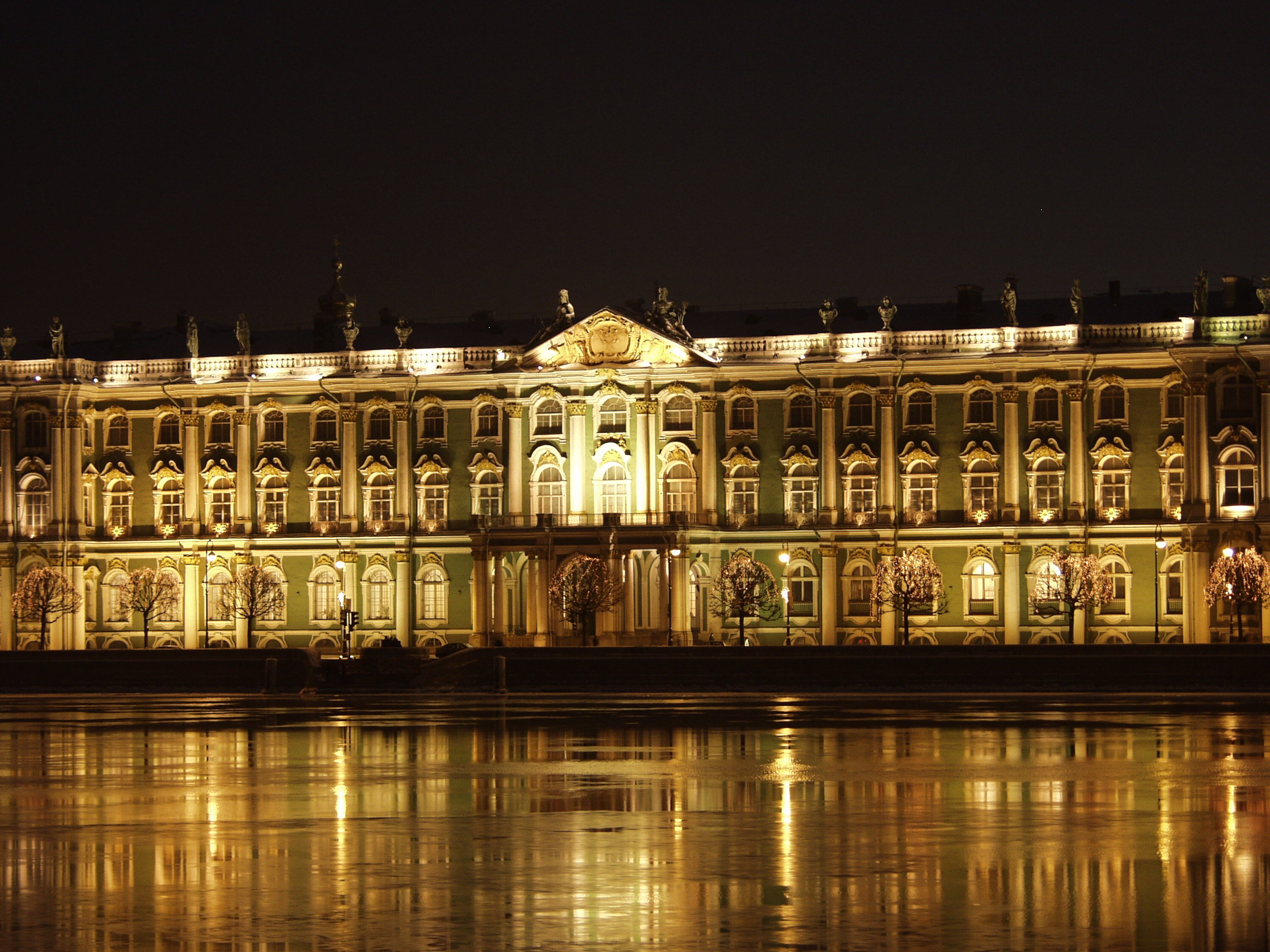
1837: Winterpalast

- 1837: Der Winterpalast in Sankt Petersburg, eine Residenz des Zaren, brennt völlig aus. Das Feuer dauert 30 Stunden.
- 1876: Ein Brückeneinsturz beim Passieren eines Personenzuges führt zum Eisenbahnunfall von Ashtabula. 92 Tote und 64 Verletzte sind das Resultat beim lange Jahre schwersten Zugunglück in den USA.
- 1972: Auf Eastern-Air-Lines-Flug 401 stürzt eine Lockheed L-1011 TriStar beim geplanten Anflug auf Miami wegen einer durch ein technisches Problem abgelenkten Besatzung in das Everglades-Marschland in Florida. 101 Menschen sterben, 75 Verletzte können geborgen werden.
- 2001: Das Vorführen von Feuerwerkskörpern führt in Lima zu einer Brandkatastrophe, die 282 Tote und 134 Verletzte zur Folge hat.

Kleinere Unglücksfälle sind in den Unterartikeln von Katastrophe und in der Liste von Katastrophen aufgeführt.

### Sport
- 1862: Der FC Sheffield und der FC Hallam tragen erstmals ein Fußballspiel im Bramall-Lane-Stadion in Sheffield aus, dem ältesten heute noch bespielten Fußballstadion der Welt.
- 1962: Graham Hill gewinnt den Großen Preis von Südafrika auf dem Prince George Circuit in East London und wird damit erstmals Formel-1-Weltmeister.

- Am 29. Dezember findet der Auftakt der jährlichen Vierschanzentournee im Skispringen auf der Schattenbergschanze in Oberstdorf statt.

Einträge von Leichtathletik-Weltrekorden befinden sich unter der jeweiligen Disziplin unter Leichtathletik.

## Geboren

### Vor dem 18. Jahrhundert
- 1019: Munjong, 11. König des koreanischen Goryeo-Reiches
- 1256: Al-Marrakuschi, marokkanischer Mathematiker und Astronom
- 1536: Heinrich VI. von Plauen, Burggraf von Meißen und Herr von Plauen
- 1552: Henri I. de Bourbon, Fürst von Condé, französischer Feldherr
- 1567: Benedictus Figulus, deutscher Alchimist, Pfarrer und Dichter
- 1644: Philipp van Almonde, niederländischer Vizeadmiral
- 1654: Christian Heinrich Aschenbrenner, deutscher Komponist und Violinist
- 1656: Johann Conrad Vogel, Oberpfälzer Orgelbauer
- 1663: Philipp Ernst, Graf und Fürst von Hohenlohe-Waldenburg-Schillingsfürst
- 1671: Christiane Eberhardine von Brandenburg-Bayreuth, Kurfürstin von Sachsen und Titularkönigin von Polen
- 1677: August Ferdinand, Herzog von Braunschweig und Lüneburg
- 1695: Jean-Baptiste Pater, französischer Maler
- 1699: Friedrich Ludwig Abresch, niederländischer Philologe

### 18. Jahrhundert

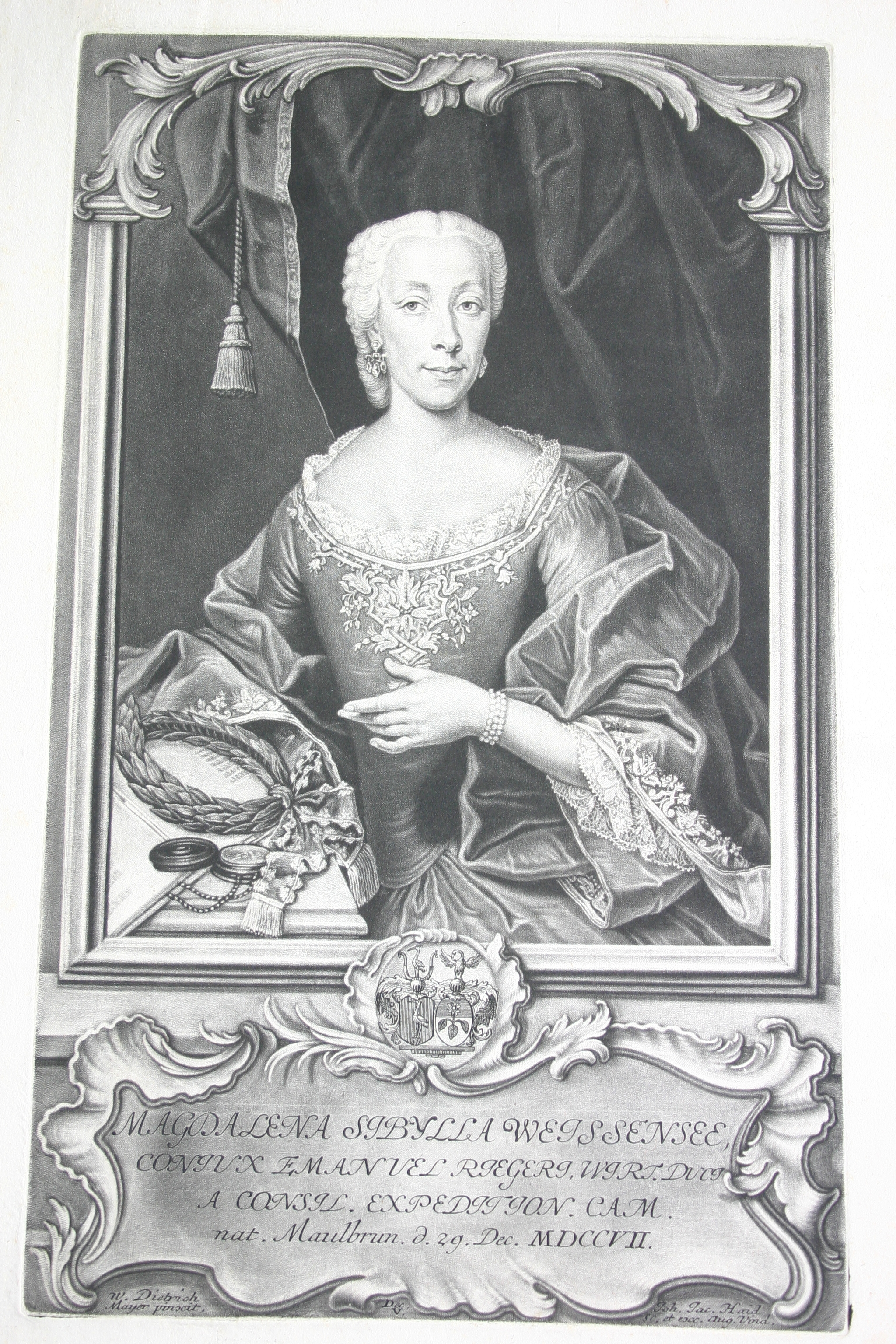
Magdalena Sibylla Rieger (* 1707)

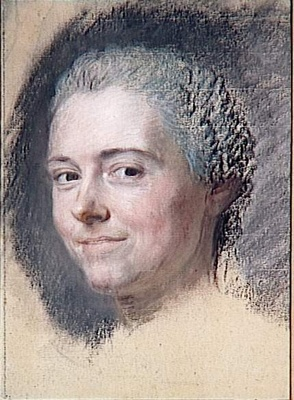
Marie Anne Botot (* 1714)

- 1702: Friedrich von Ahlefeldt, dänischer Offizier und Gutsherr
- 1707: Magdalena Sibylla Rieger, deutsche Dichterin
- 1709: Elisabeth, russische Zarin
- 1713: Franz Pacák, böhmischer Bildhauer
- 1714: Marie-Anne Botot Dangeville, französische Schauspielerin
- 1721: Madame de Pompadour, Mätresse von Ludwig XV.
- 1735: Johann Evangelist Feyrstein, österreichischer Orgelbauer
- 1736: Kimura Kenkadō, japanischer Maler und Naturforscher
- 1752: Wilhelmine von Lichtenau, deutsche Adelige und Geliebte
- 1752: Konrad Tanner, Abt von Kloster Einsiedeln
- 1766: Peter Plett, deutscher Lehrer und Pionier der Pockenimpfung
- 1770: Karl von Bothmer, württembergischer Kammerherr und Gesandter am bayerischen Hof
- 1770: Wilhelm Karl Friedrich Suckow, deutscher Mediziner
- 1771: Nikolaus Daniel Hinsche, deutscher Bürgermeister und Schriftsteller
- 1772: Louis-Simon Auger, französischer Journalist und Schriftsteller
- 1775: Carlo Rossi, italienisch-russischer Architekt
- 1777: Peter Heinrich Merkens, deutscher Unternehmer und Politiker
- 1778: Georg Anton Friedrich Ast, deutscher klassischer Philologe und Philosoph
- 1780: Jakob Moralt, deutscher Musiker
- 1788: Christian Jürgensen Thomsen, dänischer Altertumsforscher
- 1788: Tomás de Zumalacárregui, spanischer General und Anführer der Carlisten

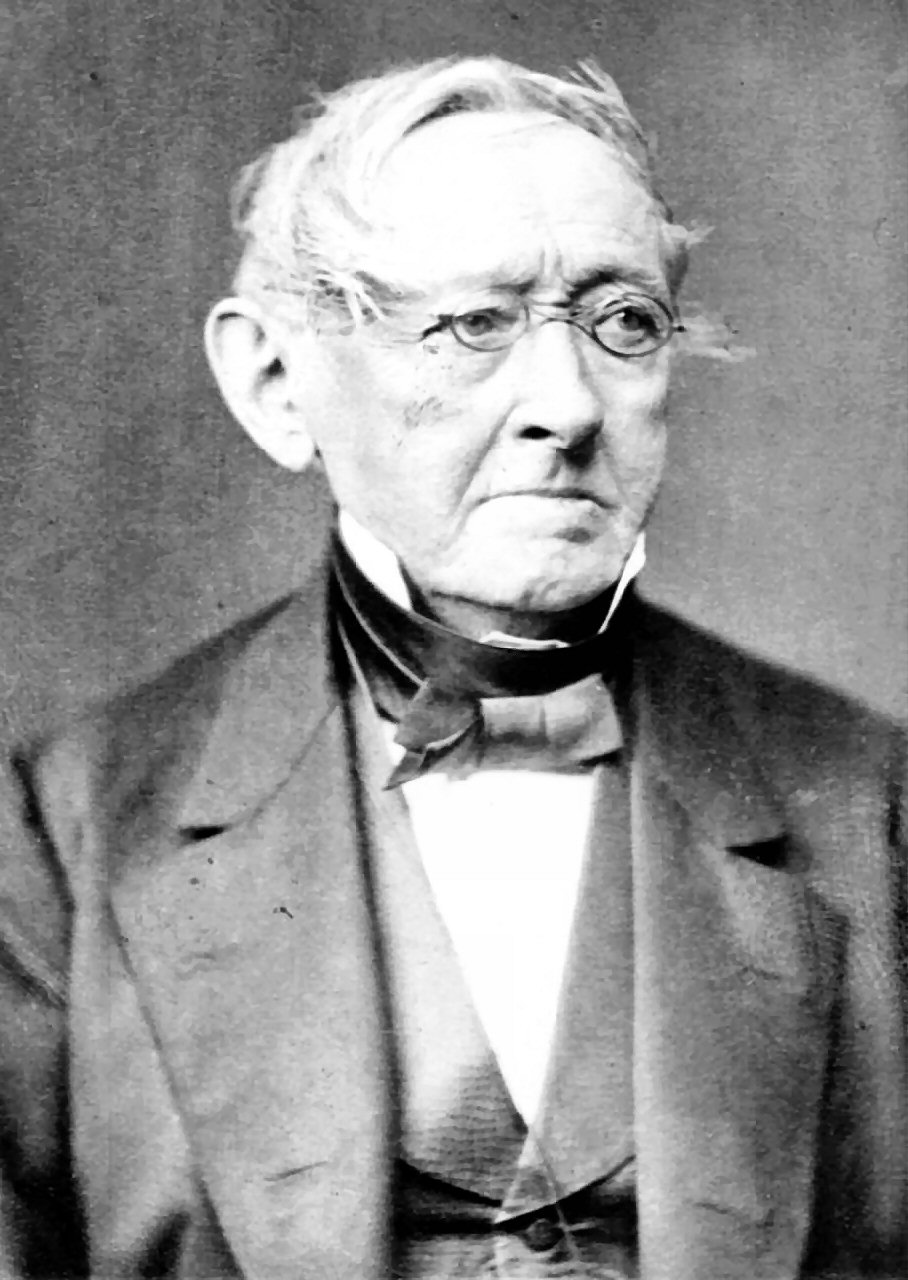
Johann Christian Poggendorff (* 1796)

- 1796: Johann Christian Poggendorff, deutscher Physiker
- 1797: Simon Leborne, französischer Komponist und Musikpädagoge
- 1799/1800: Joaquín Acosta, kolumbianischer Wissenschaftler
- 1800: Charles Goodyear, US-amerikanischer Chemiker und Erfinder

### 19. Jahrhundert

#### 1801–1850
- 1807: Alexander von Schleinitz, preußischer Politiker, Staatsminister, MdL
- 1808: Georg von Apponyi, ungarischer Adeliger und Politiker, Mitglied des Ungarischen Landtages, Landrichter
- 1808: James J. Faran, US-amerikanischer Politiker, Mitglied des Repräsentantenhauses
- 1808: Andrew Johnson, US-amerikanischer Politiker, Mitglied des Repräsentantenhauses, Gouverneur von Tennessee, Senator, Staatspräsident
- 1809: William Ewart Gladstone, britischer Politiker, Schatzkanzler, viermaliger Premierminister
- 1809: Albert Pike, US-amerikanischer Rechtsanwalt, General, Autor und Freimaurer
- 1810: Christoph Hävernick, deutscher Theologe der Erweckungsbewegung
- 1813: Alexander Parkes, britischer Metallurge und Erfinder
- 1813: Karel Sabina, tschechischer radikaler Demokrat, Publizist, Schriftsteller und Literaturkritiker
- 1816: Carl Ludwig, deutscher Physiologe
- 1817: Johann Josef Huber, Schweizer Lehrer und Politiker
- 1826: Ludwig Ackermann, deutscher Landwirt und Politiker, MdL
- 1826: Leopold von Pebal, österreichischer Chemiker
- 1827: Karl Otto Weber, deutscher Chirurg und Pathologe
- 1832: Werner von Arnswaldt, deutscher Rittergutsbesitzer, Jurist und Politiker, MdR
- 1832: Gustav Kálnoky, österreichisch-ungarischer Staatsmann und Diplomat
- 1832: Franz Pönninger, österreichischer Bildhauer, Medailleur
- 1836: Georg Schweinfurth, deutscher Afrikaforscher
- 1838: Walter Magnus Runeberg, finnischer Bildhauer
- 1840: Felix Anton Dohrn, deutscher Zoologe, Erforscher der Phylogenese
- 1843: Carmen Sylva, Königin von Rumänien und Schriftstellerin
- 1845: Otto Apelt, deutscher klassischer Philologe, Übersetzer und Gymnasiallehrer
- 1849: Otto Stoll, Schweizer Geograph und Ethnologe
- 1850: Tomás Bretón, spanischer Komponist

#### 1851–1900

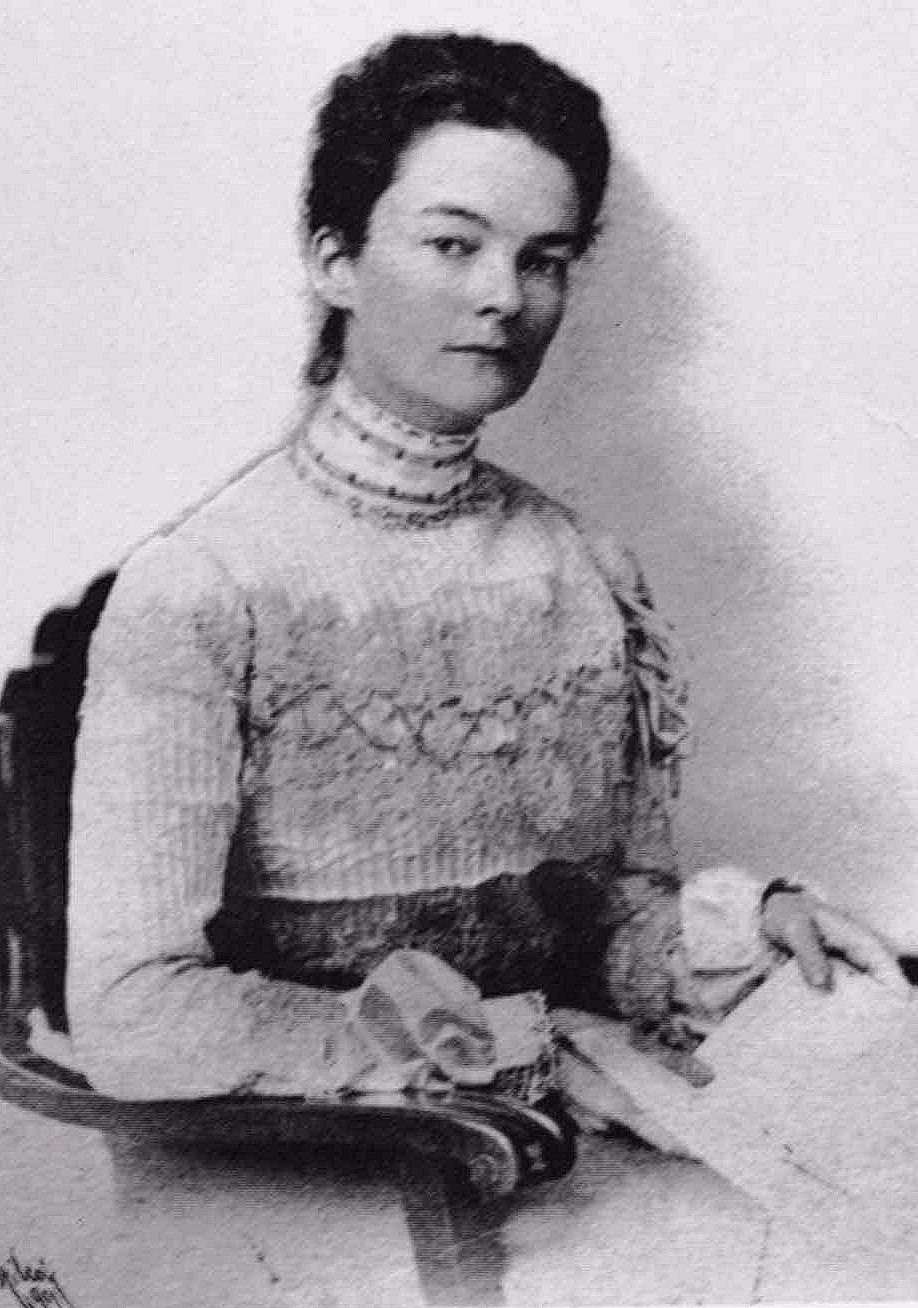
Annie Montague Alexander (* 1867)

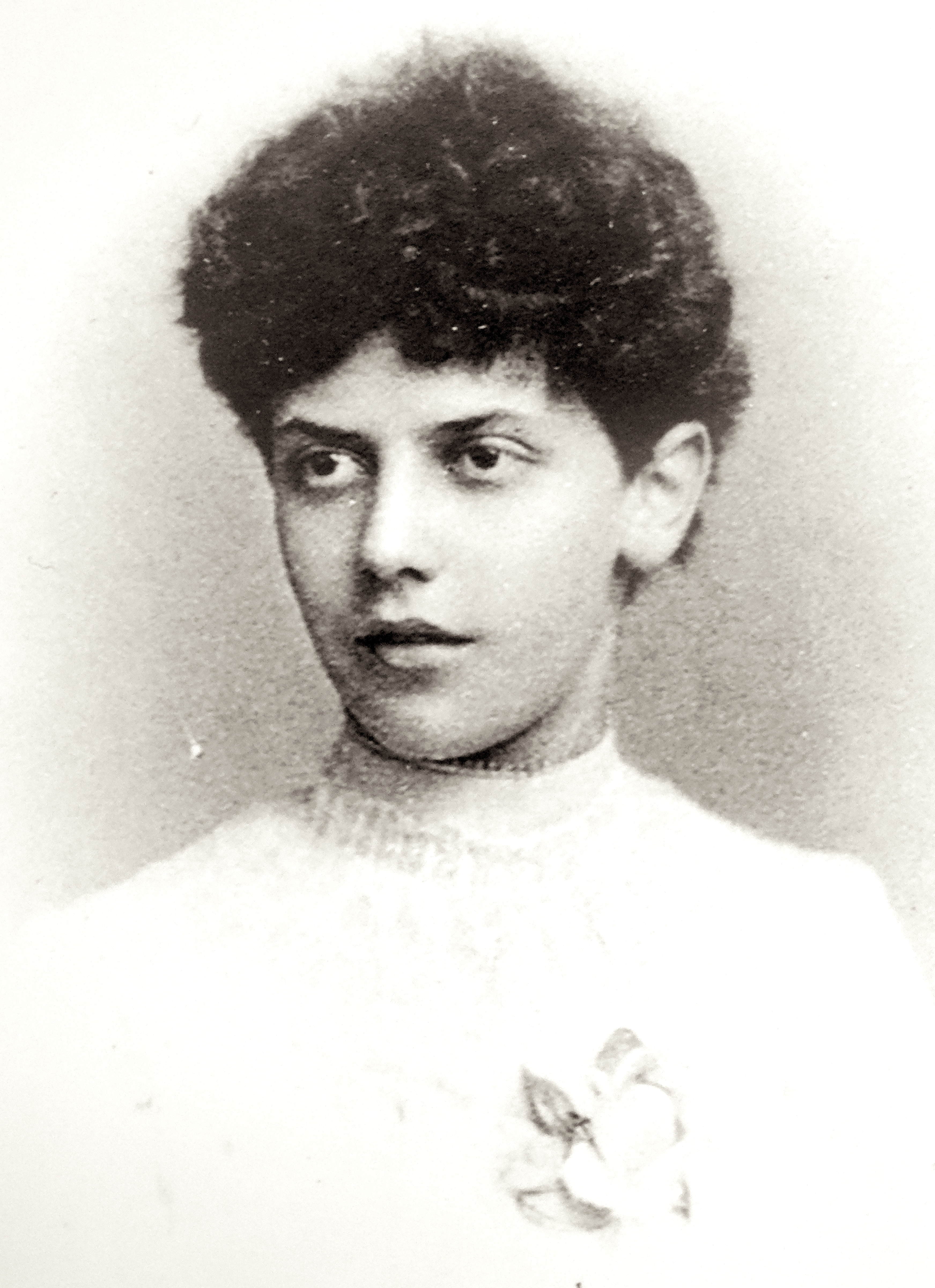
Hedwig Waser (* 1869)

- 1851: Wilhelm Marx, deutscher Jurist und Kommunalpolitiker, Oberbürgermeister von Düsseldorf
- 1856: Thomas Jean Stieltjes, niederländischer Mathematiker
- 1857: Louis Abel-Truchet, französischer Maler
- 1859: Venustiano Carranza, mexikanischer Revolutionär und Politiker, Staatspräsident
- 1859: Elizabeth Adela Forbes, kanadische Malerin des Spätimpressionismus
- 1861: Kurt Hensel, deutscher Mathematiker
- 1864: Juan Benlloch y Vivó, spanischer Geistlicher, Bischof von Urgell, Erzbischof von Burgos, Kardinal
- 1867: Annie Montague Alexander, US-amerikanische Paläontologin und Philanthropin
- 1869: Hedwig Bleuler-Waser, Schweizer Schriftstellerin, Lehrerin und Temperenzlerin
- 1871: Giuseppe Motta, Schweizer Politiker, Nationalrat, Bundesrat, Bundespräsident
- 1872: Charles Faroux, französischer Motorsportfunktionär und Rennleiter
- 1874: Pjotr Spiridonowitsch Agafoschin, russischer Gitarrist und Musikpädagoge
- 1874: Thomas Wesley Benoist, US-amerikanischer Flugpionier
- 1874: François Brandt, niederländischer Ruderer
- 1874: Gaspar Camps i Junyent, spanischer Maler
- 1875ː Paula Geiger-von Blanckenburg, deutsche Malerin, Gründungsmitglied der Gruppe Dresdner Künstlerinnen
- 1876: Pau Casals, spanischer Cellist
- 1876: Alfred Lamoureux, kanadischer Komponist und Musikpädagoge
- 1876: Karl Slevogt, deutscher Konstrukteur, Automobilpionier und -rennfahrer
- 1876: Adolf Weber, deutscher Nationalökonom
- 1877: Rupert Egenberger, deutscher Sonderpädagoge
- 1877: Otto Gauß, deutscher Organist und Komponist
- 1879: Ellen Gleditsch, norwegische Chemikerin
- 1880: William Sylvester Harley, US-amerikanischer Unternehmer, Mitbegründer von Harley-Davidson
- 1880: Julien-Fernand Vaubourgoin, französischer Organist, Komponist und Musikpädagoge
- 1881: Sri Ananda Acharya, indischer Philosophieprofessor, Yogi, Guru und Poet
- 1882: Frank Delahanty, US-amerikanischer Baseballspieler
- 1885: Ernst Schönbauer, österreichischer Rechtswissenschaftler und Politiker, Abgeordneter zum Nationalrat
- 1886: Georg von Struve, deutscher Astronom
- 1887: Nell Walden, schwedisch-schweizerische Malerin
- 1888: Josef Beran, tschechoslowakischer Geistlicher, Erzbischof von Prag, Kardinal
- 1888: Andreas Dumrauf, deutscher Ringer
- 1890: Käthe Dorsch, deutsche Schauspielerin
- 1890: Yves Nat, französischer Pianist und Komponist
- 1890: Albert Willimsky, deutscher römisch-katholischer Priester, Widerstandskämpfer und Märtyrer
- 1891: George Marshall, US-amerikanischer Filmregisseur
- 1892: Alexander Alexandrowitsch Archangelski, sowjetischer Flugzeugkonstrukteur
- 1892: Richard Atwater, US-amerikanischer Journalist, Universitätsdozent und Kinderbuchautor
- 1892: Adele Duttweiler-Bertschi, Schweizer Gattin des Migros-Gründers Gottlieb Duttweiler
- 1892: Géza Nagy, ungarischer Schachspieler
- 1892: Heinrich Beerbom, deutscher Kommunalpolitiker
- 1893: Berthold Bartosch, deutscher Animator und Filmregisseur
- 1893: Andrée Lehmann, französische Rechtsanwältin und Feministin

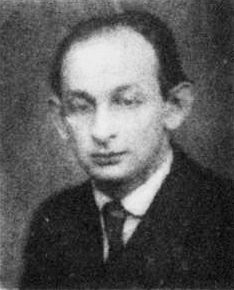
Werner Scholem (* 1895)

- 1894: Friedrich Maier, deutscher Politiker, MdL, Mitglied des Parlamentarischen Rates, MdB
- 1894: Paul Pagel, deutscher Politiker, MdL, Landesminister
- 1894: Georg Schallermair, deutscher Angehöriger der Waffen-SS, Kriegsverbrecher
- 1895: Werner Scholem, deutscher Politiker, MdR, Opfer des Nationalsozialismus
- 1896: Oswald Kabasta, österreichischer Dirigent
- 1896: David Alfaro Siqueiros, mexikanischer Maler und Grafiker
- 1897: Anselm Ahlfors, finnischer Ringer, Olympiamedaillengewinner
- 1897: Hermann Heiß, deutscher Komponist für Zwölftonmusik und Elektronische Musik
- 1898: Jeanne Leleu, französische Komponistin

### 20. Jahrhundert

#### 1901–1925
- 1901: Karl Schefczik, deutscher Heimatforscher
- 1902: Gustav Adolf Nosske, deutscher Jurist und SS-Offizier, Kriegsverbrecher
- 1902: Henry Vars, US-amerikanischer Filmkomponist
- 1903: Ernst Kusserow, deutscher General
- 1903: Erhard Mauersberger, deutscher Organist, Musiklehrer und Chordirigent
- 1904: Michele Abbruzzo, italienischer Schauspieler
- 1904: Hans van der Laan, niederländischer Benediktinermönch und Architekt
- 1904: Adolf Ott, deutscher SS-Offizier und Kriegsverbrecher
- 1905: Bebo Wager, deutscher Widerstandskämpfer, Opfer des Nationalsozialismus
- 1906: Jean Vuillermoz, französischer Komponist
- 1908: Helmut Gollwitzer, deutscher Theologe und Schriftsteller
- 1908: Sigurd Greven, deutscher Verleger
- 1910: Ronald Harry Coase, britischer Ökonom, Nobelpreisträger
- 1911: Klaus Fuchs, deutsch-britischer Kernphysiker, sowjetischer „Atomspion“, leitender Wissenschaftler in der DDR
- 1911: Nicolae Kovacs, rumänischer Fußballspieler und -trainer ungarischer Abstammung
- 1911: Marcel Prawy, österreichischer Dramaturg und Opernkritiker
- 1911: Otto Probst, österreichischer Verkehrsminister
- 1912: Peter Boschung, Schweizer Mediziner, Mundart-Schriftsteller und Kulturpolitiker
- 1912: Eliza Branco, brasilianische Frauen- und Friedensaktivistin
- 1913: Logan R. Frazee, US-amerikanischer Special-Effects-Künstler
- 1913: Pierre Werner, luxemburgischer Politiker, Premierminister
- 1914: Alfred Vohrer, deutscher Filmregisseur
- 1915: Hans Karl Adam, deutscher Fernsehkoch
- 1915: Bill Osmanski, US-amerikanischer American-Football-Spieler
- 1917: David Hampshire, britischer Autorennfahrer
- 1918: Mado Robin, französische Koloratursopranistin
- 1919: Erik Sparre Andersen, dänischer Mathematiker
- 1919: Roman Vlad, rumänisch-italienischer Komponist, Pianist und Musikwissenschaftler
- 1920: Irving Ashby, US-amerikanischer Jazzgitarrist
- 1920: Ratu Josefa Iloilo, fidschianischer Politiker, Staatspräsident
- 1920: Viveca Lindfors, US-amerikanische Schauspielerin
- 1921: Marcel Bitsch, französischer Komponist
- 1922: William Gaddis, US-amerikanischer Schriftsteller

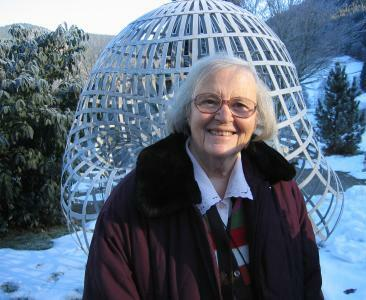
Yvonne Choquet-Bruhat (* 1923)

- 1922: Rose Lee Maphis, US-amerikanische Country-Musikerin
- 1923: Yvonne Choquet-Bruhat, französische Physikerin und Mathematikerin
- 1923ː Lily Ebert, ungarisch-britische Holocaustüberlebende
- 1923: Friedrich Jahn, österreichischer Gastronom, Gründer der Wienerwald-Kette
- 1923: Rosa Winter, österreichische KZ-Überlebende
- 1924: Herbert Ballmann, deutscher Filmproduzent und Filmregisseur
- 1925: Walter Achleitner, österreichischer Geiger und Komponist
- 1925: Jay Chamberlain, US-amerikanischer Autorennfahrer
- 1925: Heinrich Rieker, deutscher Journalist und Schriftsteller

#### 1926–1950
- 1926: Dagobert Krause, deutscher Gewerkschafter, FDGB-Funktionär
- 1927: Giorgio Capitani, italienischer Filmregisseur und Drehbuchautor
- 1927: Jürgen Graf, deutscher Hörfunkjournalist und Fernsehmoderator
- 1927: Andy Stanfield, US-amerikanischer Leichtathlet, Olympiasieger
- 1928: Danica Aćimac, jugoslawische Schauspielerin
- 1928: Ludwig Huber, deutscher Jurist und Politiker, MdL, Landesminister
- 1928: Adolf Oberth, rumänischer Chemiker und Erfinder
- 1929: Hans-Joachim Böhme, deutscher Parteifunktionär in der DDR, Abgeordneter der Volkskammer, Mitglied des Politbüros des ZK der SED
- 1929: Joseph Elgiser, ukrainischer Arzt, Komponist, Musikpädagoge und Pianist
- 1931: Bruno Galliker, Schweizer Leichtathlet und Sportreporter
- 1933: Zenta Kopp, deutsche Leichtathletin
- 1934: Wladimir Safronow, sowjetischer Boxer, Olympiasieger
- 1935: Hans-Dieter Weigel, deutscher Unternehmer und Autorennfahrer
- 1936: Rolf Berger, deutscher Offizier, letzter Kommandant der Luftstreitkräfte der NVA
- 1936: Anthony Buck, britischer Ringer
- 1936: Witalij Hodsjazkyj, ukrainischer Komponist
- 1936: Mary Tyler Moore, US-amerikanische Schauspielerin und Komödiantin
- 1936: Ray Nitschke, US-amerikanischer American-Football-Spieler
- 1936: Jo Pestum, deutscher Schriftsteller und Filmautor
- 1936: Wolfgang Rumpf, deutscher Forstmann und Politiker, MdL
- 1937: Michael Adams, englischer Maler

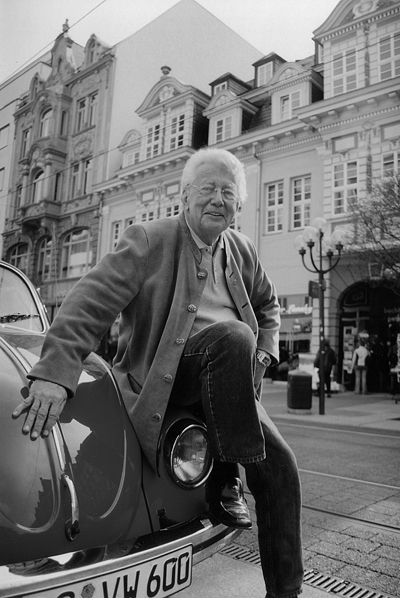
Dieter Thomas Heck (* 1937)

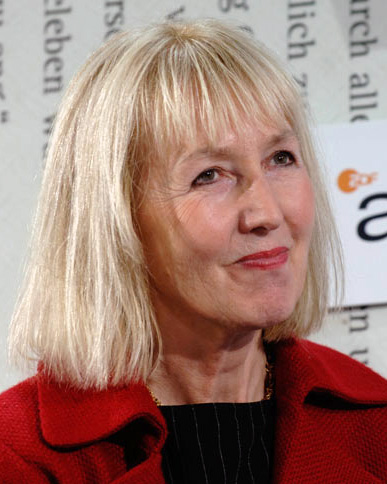
Brigitte Kronauer (* 1940)

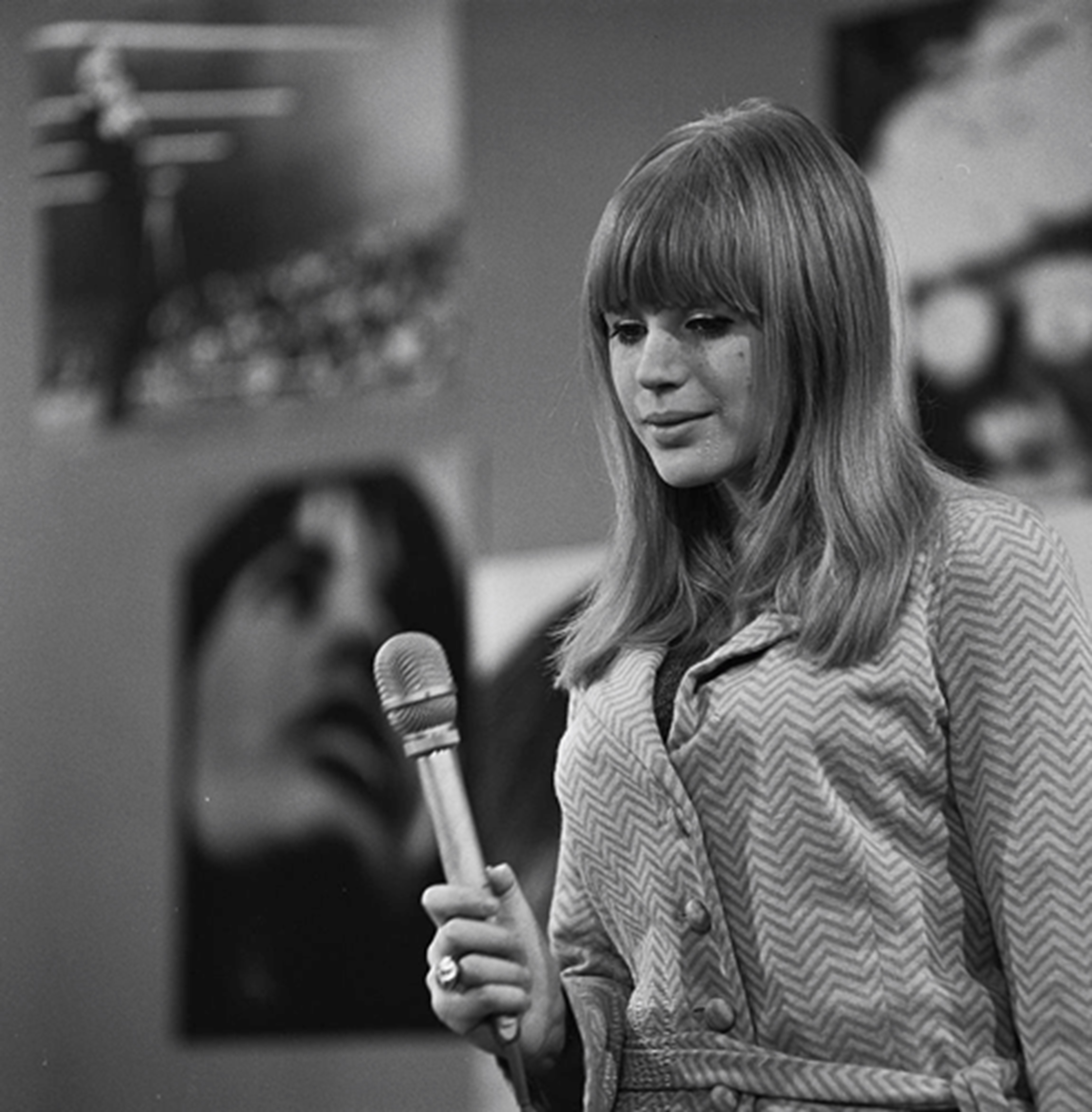
Marianne Faithfull (* 1946)

- 1937: Dieter Thomas Heck, deutscher Schlagersänger, Showmaster und Entertainer
- 1937: Barbara Steele, britische Filmschauspielerin
- 1937: Maumoon Abdul Gayoom, maledivischer Politiker, Minister, Staatspräsident
- 1938: Bart Berman, niederländischer Pianist und Komponist
- 1938: Manfred Bertele, deutscher Brigadegeneral
- 1938: Gianluigi Saccaro, italienischer Fechter
- 1938: Jon Voight, US-amerikanischer Schauspieler
- 1939: Bernd Uhlmann, deutscher Endurosportler
- 1940: Nestor Combin, französischer Fußballspieler
- 1940: Thomas Jahn, deutscher Komponist und Posaunist
- 1940: Brigitte Kronauer, deutsche Schriftstellerin und Essayistin
- 1941: Daphne Arden, britische Sprinterin, Olympiamedaillengewinnerin
- 1941: Ray Thomas, britischer Musiker und Sänger (Moody Blues)
- 1942: Karel Bělohoubek, tschechischer Komponist und Dirigent
- 1942: Rick Danko, kanadischer Musiker und Sänger (The Band)
- 1942: René Rhinow, Schweizer Politiker
- 1942: Oscar Andrés Rodríguez Maradiaga, honduranischer Geistlicher, Erzbischof von Tegucigalpa
- 1942: Cordula Trantow, deutsche Schauspielerin, Regisseurin und Intendantin
- 1942: Wilfried Wagner, deutscher Jurist und Vizepräsident des Bundesfinanzhofes
- 1943: Bill Aucoin, US-amerikanischer Manager
- 1943: Jürgen Kluckert, deutscher Schauspieler
- 1944: Gilbert Adair, britischer Schriftsteller, Filmkritiker und Kolumnist
- 1944: Joseph W. Dauben, US-amerikanischer Mathematik- und Wissenschaftshistoriker
- 1944: Renate Flottau, deutsche Journalistin
- 1944: Friedrich Fröschle, deutscher Organist, Kirchenmusikdirektor und Kantor
- 1945: Freddy Burger, Schweizer Musikmanager.
- 1946: Syed Shahid Ali, pakistanischer Sportfunktionär
- 1946: Marianne Faithfull, britische Musikerin und Schauspielerin
- 1946: Gilles Peress, französischer Foto-Reporter
- 1947: Ted Danson, US-amerikanischer Schauspieler
- 1947: Cozy Powell, britischer Rockmusiker
- 1947: Kurt Ravn, dänischer Schauspieler
- 1948: Michael White, australischer Psychotherapeut
- 1948: Rudolf Jusits, österreichischer Schauspieler und Regisseur
- 1949: Karl-Heinz Kalbfell, deutscher Automobil-Manager und Rennfahrer
- 1949: Wolle Kriwanek, deutscher Sänger
- 1950: Edip Akbayram, türkischer Komponist und Sänger

#### 1951–1975
- 1951: Carmela Baffioni, italienische Philosophiehistorikerin, Arabistin und Islamwissenschaftlerin
- 1951: Yvonne Elliman, US-amerikanische Sängerin
- 1952: Joe Lovano, US-amerikanischer Jazzmusiker
- 1953: Gali Atari, israelische Sängerin und Schauspielerin
- 1953: Thomas Bach, deutscher Fechter, Jurist und Sportfunktionär, Olympiasieger, Weltmeister
- 1953: Wolfgang Kühne, deutscher Synchronsprecher, Schauspieler, Drehbuchautor, Regisseur und Dozent
- 1953: Matthias Platzeck, deutscher Politiker, Mitglied der Volkskammer, MdB, MdL, Landesminister, Oberbürgermeister von Potsdam, Ministerpräsident von Brandenburg
- 1953: Max Werner, niederländischer Sänger und Schlagzeuger
- 1954: Phillip Anthony O’Hara, australischer Wirtschaftswissenschaftler
- 1955: Neil Giraldo, US-amerikanischer Gitarrist und Songschreiber
- 1956: Christine Errath, deutsche Eiskunstläuferin, Weltmeisterin, Olympiamedaillengewinnerin
- 1956: Thomas Etzold, deutscher Kameramann

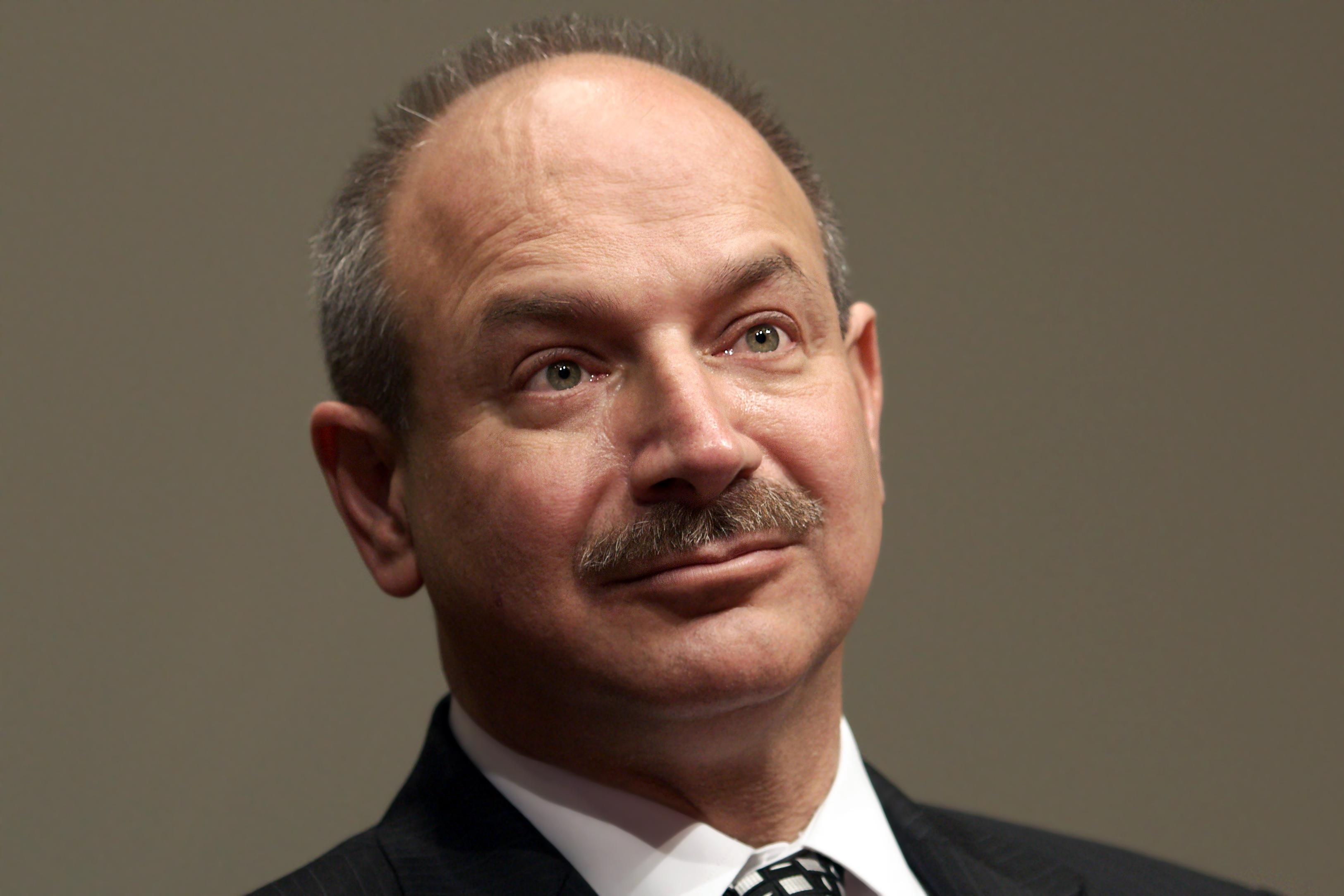
Bruce Beutler (* 1957)

- 1957: Bruce Beutler, US-amerikanischer Immunologe und Genetiker, Nobelpreisträger
- 1958: Lakhdar Belloumi, algerischer Fußballspieler und -trainer
- 1958: Pierre Poulin, kanadischer Freestyle-Skier
- 1959: Patricia Clarkson, US-amerikanische Schauspielerin
- 1960: Carola Anding, deutsche Skilangläuferin, Olympiasiegerin
- 1960: Karin Fleischanderl, österreichische Übersetzerin und Publizistin
- 1960: Dave Pelzer, US-amerikanischer Schriftsteller
- 1961: Lê Quan Ninh, französischer Perkussionist
- 1962: Cristiano De André, italienischer Multiinstrumentalist und Cantautore
- 1962: Wynton Rufer, neuseeländischer Fußballspieler
- 1963: Friederike Haase, deutsche politische Beamtin
- 1963: Graciano Rocchigiani, deutscher Profiboxer, Weltmeister
- 1963: Liisa Savijarvi, kanadische Skirennläuferin
- 1965: Dexter Holland, US-amerikanischer Gitarrist, Sänger und Songschreiber (The Offspring)
- 1966: Chris Barnes, US-amerikanischer Sänger
- 1966: Stefano Eranio, italienischer Fußballspieler und -trainer
- 1966: Alexandra Kamp, deutsche Schauspielerin
- 1966: Heimo Pfeifenberger, österreichischer Fußballspieler
- 1968: Tina Göpfert, deutsche Fußballspielerin
- 1968: Alessandro Gramigni, italienischer Motorradrennfahrer
- 1968: Peter Runggaldier, italienischer Skirennfahrer
- 1968: Sadat X, US-amerikanischer Rapper
- 1969: Jennifer Ehle, US-amerikanische Schauspielerin
- 1969: Allan McNish, britischer Formel-1-Rennfahrer
- 1970: Holger Apfel, deutscher Politiker, MdL, Bundesvorsitzender der NPD
- 1970: Dallas Austin, US-amerikanischer Musiker, Songwriter und Produzent
- 1970: Enrico Chiesa, italienischer Fußballer
- 1970: Hidetoshi Mitsusada, japanischer Autorennfahrer
- 1971: Ali Abunimah, palästinensisch-US-amerikanischer Journalist
- 1971: Niclas Alexandersson, schwedischer Fußballspieler
- 1971: Frank Amankwah, ghanaischer Fußballspieler
- 1971: Dominic Dale, walisischer Snookerspieler
- 1972: Barry Atsma, niederländischer Schauspieler
- 1972: Eva Hassmann, deutsche Schauspielerin
- 1972: Jason Kreis, US-amerikanischer Fußballspieler
- 1972: Jude Law, britischer Schauspieler
- 1973: Falk Bernau, deutscher Jurist
- 1973: Maja Ratkje, norwegische Sängerin, Live-Elektronikerin und Komponistin
- 1973: Christophe Rinero, französischer Radrennfahrer
- 1974: Adrian von Arburg, schweizerischer Historiker
- 1974: Andrine Flemmen, norwegische Skirennläuferin
- 1974: Antonia Gerke, deutsche Schauspielerin und Malerin
- 1974: Enrico Kulovits, österreichischer Fußballspieler
- 1974: Mekhi Phifer, US-amerikanischer Schauspieler
- 1974: Ryan Shore, kanadischer Komponist
- 1975: Debbie Klijn, niederländische Handballspielerin

#### 1976–2000
- 1976: Sebastian Alscher, deutscher Politiker, Bundesvorsitzender der Piratenpartei
- 1976: Michal Hvorecký, slowakischer Autor und Journalist
- 1976: Danny McBride, US-amerikanischer Drehbuchautor, Produzent und Schauspieler
- 1977: Simona Mai, deutsche Film- und Theaterschauspielerin
- 1978: Victor Agali, nigerianischer Fußballspieler
- 1978: Alexis Amore, peruanische Pornodarstellerin und Erotikmodel
- 1978: Neil Finn, englischer Fußballspieler
- 1978: Joelle Franzmann, deutsche Triathletin
- 1978: Nebiat Habtemariam, eritreische Leichtathletin
- 1978: Cristian Raúl Ledesma, argentinischer Fußballspieler
- 1978: Christian Saba, ghanaischer Fußballspieler
- 1979: Tricia Flores, belizische Leichtathletin
- 1979: John Hutchinson, australisch-maltesischer Fußballspieler
- 1979: Diego Luna, mexikanischer Schauspieler
- 1979: Helene Raynsford, britische Ruderin, Paralympicsmedaillengewinnerin
- 1980: Yvonne Bönisch, deutsche Judoka, Olympiasiegerin
- 1980: Annina Frey, Schweizer Fernsehmoderatorin
- 1980: Henrik Stehlik, deutscher Trampolinturner, Weltmeister, Olympiamedaillengewinner
- 1981: Shizuka Arakawa, japanische Eiskunstläuferin, Weltmeisterin, Olympiasiegerin
- 1981: Vjatšeslav Zahovaiko, estnischer Fußballspieler
- 1981: Alice Rohrwacher, italienische Filmregisseurin
- 1982: Alison Brie, US-amerikanische Schauspielerin
- 1982: Florian Guillou, französischer Radrennfahrer
- 1982: Julia Ocker, deutsche Trickfilm-Regisseurin und Autorin
- 1982: Norbert Siedler, österreichischer Autorennfahrer
- 1983: Jessica Andrews, US-amerikanische Country- und Pop-Sängerin
- 1983: Natalia Zeta, spanische Pornodarstellerin
- 1984: Lisa Brüggemann, deutsche Kunstturnerin
- 1984: Gionata Mingozzi, italienischer Fußballspieler
- 1985: Mario Fuchs, Schweizer Schauspieler
- 1986: Marc Schöttner, deutscher Schauspieler
- 1986: Kristen Foxen, kanadische Pokerspielerin
- 1987: Romina Becks, deutsche Schauspielerin
- 1987: Kim Birke, deutsche Handballspielerin
- 1987: Yūhi Sekiguchi, japanischer Rennfahrer
- 1989: Alex Gleave, britischer Biathlet

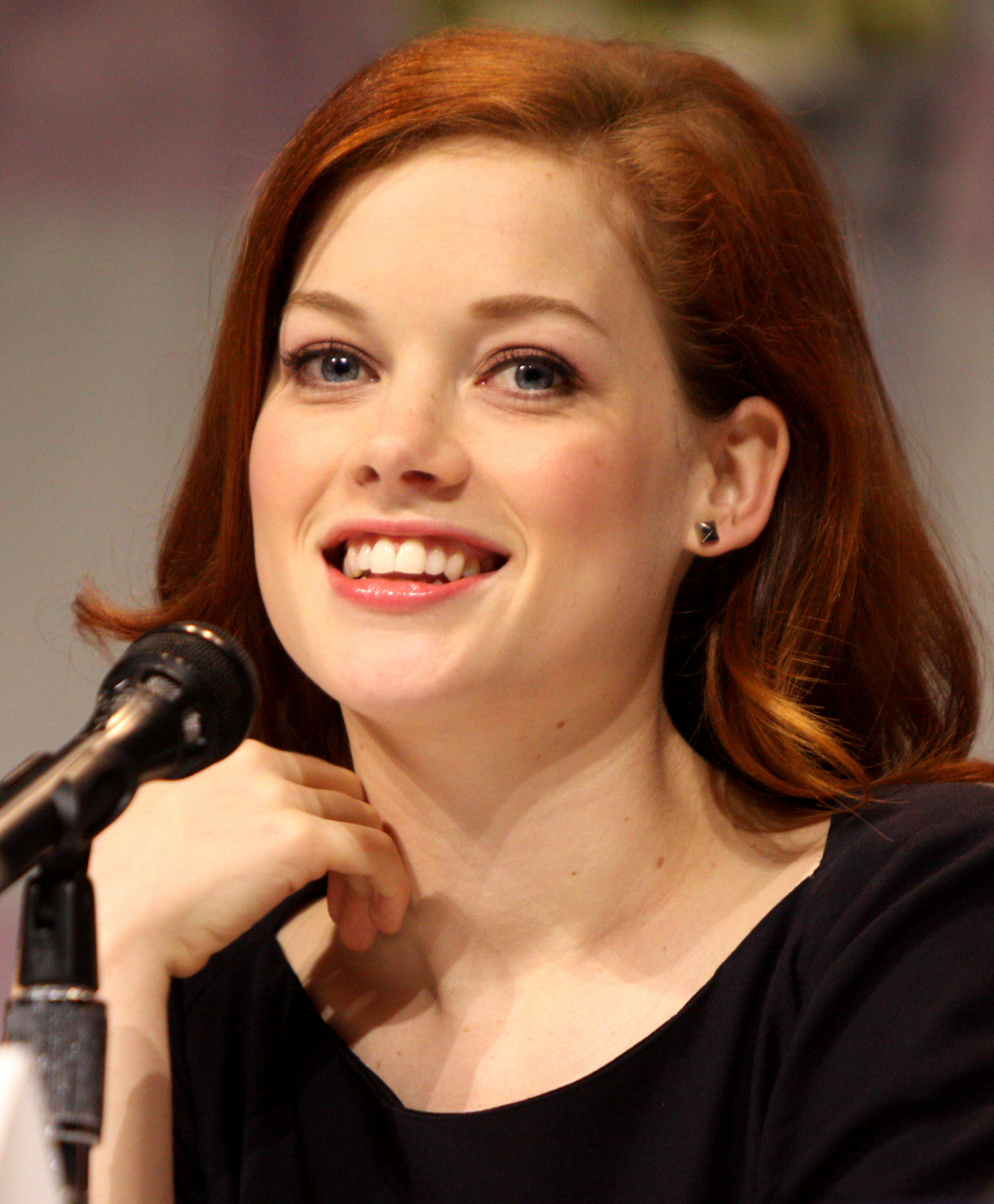
Jane Levy (* 1989)

- 1989: Jane Levy, US-amerikanische Schauspielerin
- 1989: Kei Nishikori, japanischer Tennisspieler
- 1990: Amanuel Mesel, eritreischer Langstreckenläufer
- 1991: Cenk Güvenç, deutsch-türkischer Fußballspieler
- 1993: René Klingenburg, deutscher Fußballspieler
- 1993: Lena Saniye Güngör, deutsche Politikerin
- 1993: Sébastien Thill, luxemburgischer Fußballspieler
- 1994: Lennard Hofstede, niederländischer Radrennfahrer
- 1994: Louis Schaub, österreichisch-deutscher Fußballspieler
- 1994: Naomi Sequeira, australische Schauspielerin und Sängerin
- 1995: Ross Lynch, US-amerikanischer Sänger, Schauspieler und Tänzer
- 1995: Ana Perez Box, spanische Judoka
- 1996: Dylan Minnette, US-amerikanischer Schauspieler und Musiker
- 1998: Victor Osimhen, nigerianischer Fußballspieler
- 1998: Emily Willis, US-amerikanische Pornodarstellerin
- 1999: Francisco Trincão, portugiesischer Fußballspieler
- 2000: Sander Vossan Eriksen, norwegischer Skispringer

#### 21. Jahrhundert
- 2002: Hanna Aronsson Elfman, schwedische Skirennläuferin

## Gestorben

### Vor dem 19. Jahrhundert

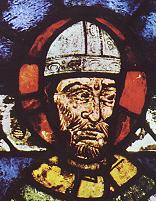
Thomas Becket († 1170)

- 0721: Gemmei, Kaiserin von Japan
- 0964: Reginbert von Seldenbüren, deutscher Klostergründer
- 1056: Theoderich, Bischof von Basel
- 1072: Heinrich I. von Scharfenberg, Bischof von Speyer
- 1094: Al-Mustansir, Kalif der Fatimiden
- 1125: Agnes, Äbtissin von Gandersheim und Quedlinburg, Tochter des polnischen Herzogs Władysław I. Herman und seiner Frau Judith
- 1126: Pontius von Melgueil, Abt von Cluny
- 1163: Stephan von Bar, Bischof von Metz
- 1170: Thomas Becket, englischer Geistlicher, Lordkanzler, Erzbischof von Canterbury, Heiliger
- 1302: Wizlaw II., Fürst von Rügen
- 1333: Heinrich Berka von Dubá, Bischof von Olmütz
- 1380: Elisabeth von Polen, Königin von Ungarn und Kroatien sowie Regentin von Polen
- 1469: Ulrich Sonnenberger, Fürstbischof von Gurk
- 1479: Bernardo Bandini Baroncelli, italienischer Bankier und Attentäter
- 1486: André de Laval, Admiral und Marschall von Frankreich
- 1516: Johannes Butzbach, deutscher Prior
- 1526: Balthasar Meisner, deutscher Theologe und Ethiker
- 1563: Sebastian Castellio, französischer Humanist und Gelehrter
- 1563: Thomas Naogeorg, deutscher Dramatiker
- 1580: Bartolomé de Medina, spanischer Dominikaner und Moraltheologe
- 1583: Zaccaria Dolfin, venezianischer Geistlicher, Apostolischer Nuntius, Kardinal
- 1589: Johann III. von Trautson, österreichischer Staatsmann
- 1601: Abraham von Graffenried, Schultheiss von Bern
- 1602: Jacopo Corsi, italienischer Unternehmer, Mäzen und Komponist
- 1605: John Davis, englischer Seefahrer und Entdecker
- 1606: Stephan Bocskai, Fürst in Siebenbürgen
- 1608: Martin Schalling der Jüngere, deutscher lutherischer Theologe und Reformator
- 1622: Johann Gottfried I. von Aschhausen, Fürstbischof von Würzburg und Bamberg
- 1626: Balthasar Meisner, deutscher lutherischer Theologe und Ethiker
- 1634: Johann Albert Wasa, Prinz von Polen-Litauen, Fürstbischof von Ermland und Krakau
- 1662: Antonio de Acuña Cabrera y Bayona, spanischer Offizier, Gouverneur von Chile
- 1669: Jacob Schedlich, deutsch-böhmischer Orgelbauer
- 1672: Francisco de Meneses Brito, spanischer Offizier, Gouverneur von Chile
- 1689: Thomas Sydenham, englischer Arzt der Barockzeit
- 1700: Philipp Matthäus, deutscher Mediziner
- 1720: Maria Margaretha Kirch, deutsche Astronomin
- 1724: Pawlo Polubotok, ukrainischer Kosakenhetman
- 1731: Louise-Hippolyte, Fürstin von Monaco
- 1731: Brook Taylor, britischer Mathematiker
- 1743: Hyacinthe Rigaud, französischer Maler
- 1755: Daniel Archinard, deutscher Pfarrer
- 1755: Gabrielle-Suzanne de Villeneuve, französische Schriftstellerin
- 1764: Johann Theodor Axer, westfälischer Bildhauer und -schnitzer
- 1765: Friedrich Wilhelm, Prinz von Großbritannien, Angehöriger der britischen Königsfamilie
- 1772: Ernst Johann von Biron, Herzog von Kurland
- 1781: Carl Ludwig von Ingersleben, preußischer Generalmajor
- 1793: Friedrich von Dietrich, französischer Naturwissenschaftler und Bürgermeister von Straßburg
- 1800: Karl Benjamin Acoluth, deutscher Jurist und Schriftsteller

### 19. Jahrhundert
- 1806: Charles Lennox, 3. Duke of Richmond, britischer Feldmarschall und Politiker
- 1817: Sebastiano Ayala, italienischer Jesuit, Mathematiker, Astronom und Philologe
- 1819: Josepha Hofer, deutsche Opernsängerin
- 1820: Pauline Christine Wilhelmine zur Lippe, Regentin des deutschen Fürstentums Lippe
- 1821: Leone Baptiste Dumonceau, niederländischer Offizier und Marschall von Holland
- 1825: Jacques-Louis David, französischer Maler
- 1829: Ernst von Grossi. deutscher Mediziner und Hochschullehrer
- 1829: Henriette Alexandrine von Nassau-Weilburg, Prinzessin von Nassau-Weilburg, Ehefrau von Erzherzog Karl von Österreich
- 1832: Johann Friedrich Cotta, deutscher Verleger, Industriepionier und Politiker
- 1832: Isabelle de Montolieu, Schweizer Schriftstellerin
- 1833: Dominique Joseph Garat, französischer Politiker, Philosoph und Schriftsteller, Minister
- 1835: Heinrich August Schott, deutscher lutherischer Theologe.
- 1847: William Crotch, britischer Komponist und Organist

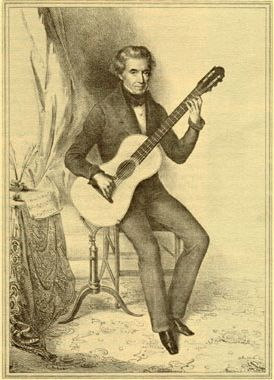
Dionisio Aguado († 1849)

- 1849: Dionisio Aguado, spanischer Gitarrist und Komponist
- 1850: Johann Nepomuk von Schmiel, Schweizer Politiker und Offizier
- 1857: John Baptista Ashe, US-amerikanischer Politiker, Mitglied des Repräsentantenhauses
- 1865: Heinrich Anschütz, deutscher Schauspieler
- 1869: Victor Ruffy, Schweizer Politiker, Nationalrat, Bundesrat
- 1874: August Hergenhahn, deutscher Politiker, Abgeordneter der Frankfurter Nationalversammlung, MdR
- 1877: Heinrich Boller, Schweizer Industrieller und Politiker
- 1880: Claude Joseph Gaillardin, französischer Geschichtslehrer und -forscher
- 1882: Johann Gottlieb Egger, Schweizer Unternehmer und Politiker

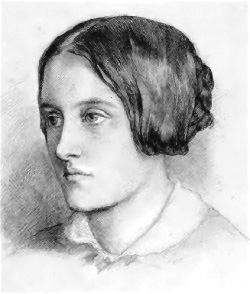
Christina Rossetti († 1894)

- 1883: Carl Hoffmann, deutscher Verleger, Druckereibesitzer und Buchhändler
- 1884: Johann Petzmayer, deutscher Zitherspieler
- 1885: James E. Bailey, US-amerikanischer Politiker, Senator
- 1886: Addison Crandall Gibbs, US-amerikanischer Jurist und Politiker, Gouverneur von Oregon
- 1889: Ludwig Philippson, deutscher Schriftsteller und Rabbiner
- 1890: Spotted Elk, Häuptling der Minneconjou-Lakota-Indianer
- 1891: Thomas Henry Armstrong, US-amerikanischer Politiker
- 1891: Leopold Kronecker, deutscher Mathematiker
- 1894: Christina Rossetti, britische Dichterin
- 1897: Léon Carvalho, französischer Sänger und Operndirektor
- 1898: Moritz von Egidy, deutscher Offizier und Moralphilosoph
- 1898: Georg Goltermann, deutscher Cellist
- 1899: Peter Conradin Romedi, Schweizer Jurist, Unternehmer und Politiker

### 20. Jahrhundert

#### 1901–1950
- 1902: Auguste Podesta, deutsche Opernsängerin
- 1903: Bernhard Heising, deutscher Bildhauer
- 1904: August von Bönninghausen, deutscher Verwaltungsjurist und Landrat
- 1905ː Emília Kánya, ungarische Publizistin, Schriftstellerin, Übersetzerin, Herausgeberin, Feministin
- 1906: Wilhelm Dittenberger, deutscher Klassischer Philologe und Epigraphiker
- 1910: Reginald Doherty, englischer Tennisspieler
- 1913: Anderson Abbott, kanadischer Arzt
- 1917: Georg Müller, deutscher Verleger
- 1919: Paul Hoering, deutscher Apotheker und Chemiker
- 1918: Otto Crusius, deutscher Altphilologe
- 1921: Hermann Paul, deutscher Germanist und Sprachwissenschaftler
- 1924: Carl Spitteler, Schweizer Dichter und Schriftsteller, Nobelpreisträger
- 1925: Félix Vallotton, Schweizer, später französischer Maler, Holzstecher und Schriftsteller
- 1926: Rainer Maria Rilke, österreichischer Lyriker und Erzähler, Übersetzer und Romancier
- 1927: Andreas Amrhein, Schweizer Benediktinermönch
- 1929: Wilhelm Maybach, deutscher Automobilkonstrukteur
- 1930: Oscar Borg, norwegischer Komponist, Dirigent, Organist und Flötist
- 1931: Arthur von Gwinner, deutscher Bankier, Politiker und Kunstmäzen, MdL
- 1934: Willy Seidel, deutscher Schriftsteller
- 1937: Donald Robert Perry Marquis, US-amerikanischer Schriftsteller, Dichter und Journalist
- 1941: Erich Aberger, deutscher Radrennfahrer
- 1941: Luigi Albertini, italienischer Politiker und Publizist
- 1941: Pierre Kunc, französischer Komponist und Organist

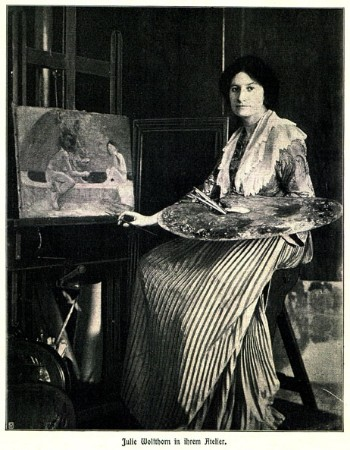
Julie Wolfthorn († 1944)

- 1941: Tullio Levi-Civita, italienischer Mathematiker, Schüler von Gregorio Ricci-Curbastro
- 1942: Heinz Körvers, deutscher Handballspieler
- 1943: Martin Faßbender, deutscher Professor, Publizist und Politiker, MdL, MdR
- 1943: William Henry Singer, US-amerikanischer Kunstsammler und Maler
- 1946: James Thomas Milton Anderson, kanadischer Politiker, Premierminister von Saskatchewan
- 1944: Julie Wolfthorn, deutsche Malerin, Opfer der Shoah
- 1946: Georg Thomas, deutscher Offizier, Chef des Wehrwirtschafts- und Rüstungsamtes
- 1948: Harry Farjeon, englischer Komponist
- 1949: Henry McMahon, britischer Soldat und Diplomat
- 1950: Reinhard Süring, deutscher Meteorologe

#### 1951–1975
- 1954: Bolesław Fotygo-Folański, polnischer Schauspieler, Opernsänger und -Regisseur
- 1956ː Emma Leavitt-Morgan, US-amerikanische Tennisspielerin
- 1958: Heinz Gemein, deutscher Politiker, MdB
- 1958: Doris Humphrey, US-amerikanische Tänzerin
- 1962: Hans Rosbaud, österreichischer Dirigent
- 1964: Bernard von Brentano, deutscher Schriftsteller und Journalist
- 1964: Wladimir Andrejewitsch Faworski, russischer Künstler
- 1964: Miroslav Krejčí, tschechischer Komponist, Musikpädagoge und Hochschullehrer
- 1965: Kosaku Yamada, japanischer Komponist
- 1967: Emma Gertrud Eckermann, deutsche Malerin, Grafikerin und Kunstlehrerin
- 1967: Omkarnath Thakur, indischer Sänger, Musikpädagoge und -wissenschaftler
- 1968: Hans Ewers, deutscher Jurist und Politiker, Senator von Lübeck, MdL, MdB
- 1968: Heinrich Hohl, deutscher Landwirt und Politiker, MdB
- 1969: Ricardo Adolfo de la Guardia Arango, panamaischer Politiker, Minister, Staatspräsident
- 1969: Franz Koch, deutsch-österreichischer Germanist und Literaturhistoriker
- 1969: Peter Nellen, deutscher Politiker, MdB
- 1969: William Quindt, deutscher Journalist und Schriftsteller
- 1969: Kurt Richter, deutscher Schachspieler und -komponist
- 1970: Adalbert von Bayern, deutscher Schriftsteller
- 1971: Ernst Budig, deutscher Schwimmer
- 1971: Walther Steller, deutscher Germanist und Volkskundler
- 1972: Henri Armand, französischer Autorennfahrer
- 1972: Curth Georg Becker, deutscher Maler und Graphiker
- 1972: Joseph Cornell, US-amerikanischer Bildhauer, Maler und Experimentalfilmer
- 1972: Werner Vollborn, deutscher Theologe und Hochschullehrer
- 1973: Willy Birgel, deutscher Schauspieler
- 1974: Enrique González Mántici, kubanischer Dirigent, Violinist und Komponist

#### 1976–2000
- 1976: Ivo van Damme, belgischer Leichtathlet, Olympiamedaillengewinner
- 1979ː Elka de Levie, niederländische Kunstturnerin
- 1979: Leo Oskarowitsch Arnstam, sowjetischer Filmregisseur und Autor
- 1979: Branimir Sakač, kroatischer Komponist
- 1980: Tim Hardin, US-amerikanischer Musiker
- 1980: Oskar Matzner, deutscher Politiker, MdB
- 1981: Katharina Christine Augenstein, deutsche Fotografin
- 1981: Miroslav Krleža, kroatischer Schriftsteller und Enzyklopädist
- 1982: Hugh Gallen, US-amerikanischer Politiker, Gouverneur von New Hampshire
- 1982: Max de Terra, Schweizer Autorennfahrer
- 1983: Erhard Quack, deutscher Kirchenlieddichter und -Komponist
- 1984: Erich Schmitt, deutscher Karikaturist
- 1984: Albert Weitnauer, Schweizer Diplomat und erster Staatssekretär der Schweizerischen Eidgenossenschaft
- 1986: John Antill, australischer Komponist
- 1986: Lothar Bolz, deutscher Politiker, Minister der DDR
- 1986: Jürgen Driehaus, deutscher Prähistoriker
- 1986: Harold Macmillan, britischer Politiker, Premierminister
- 1986: Grete Mosheim, deutsche Schauspielerin
- 1986: Pietro Parente, italienischer Geistlicher, Erzbischof von Perugia, Kardinal
- 1986: Andrei Arsenjewitsch Tarkowski, sowjetischer Regisseur
- 1988: Émile Aillaud, französischer Architekt
- 1988: Mike Beuttler, britischer Autorennfahrer
- 1989: Saša Večtomov, tschechischer Cellist
- 1990: Hertha von Guttenberg, deutsche Bildhauerin
- 1991: Rüdiger Seitz, österreichischer Komponist und Musikpädagoge
- 1993: Axel Corti, österreichischer Regisseur

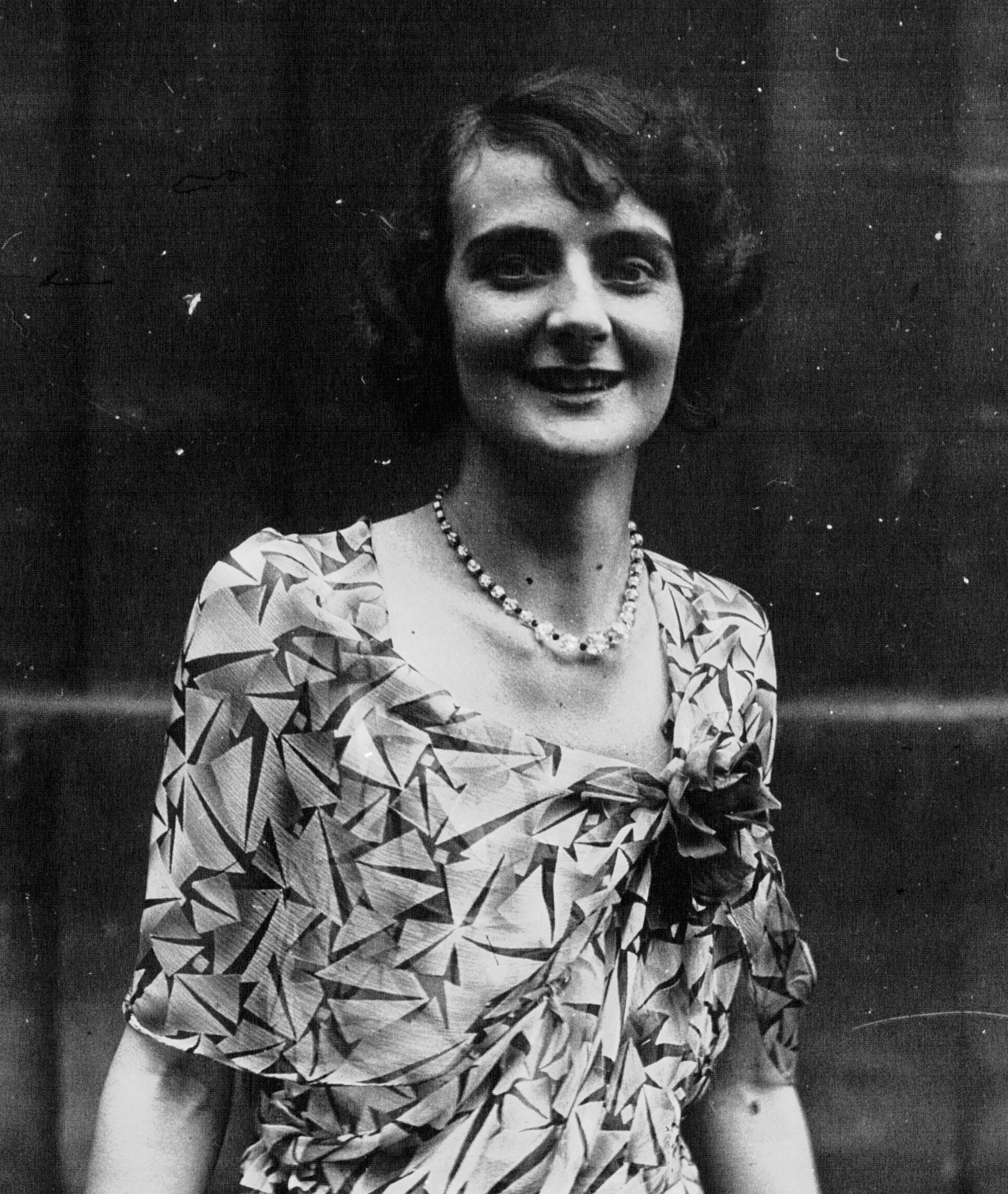
Yvonne Desportes († 1993)

- 1993: Yvonne Desportes, französische Komponistin
- 1993ː Hanna Korflür, deutsche Bildhauerin, Illustratorin und Grafikerin
- 1993: Frunsik Mkrtschjan, sowjetischer Theater- und Filmschauspieler
- 1993: Grete Thiele, deutsche Politikerin, MdL, MdB
- 1995: Nello Celio, Schweizer Politiker, Nationalrat, Bundesrat, Bundespräsident
- 1995: Shura Cherkassky, russisch-US-amerikanischer Pianist
- 1995: Lita Grey, US-amerikanische Schauspielerin
- 1995: Richard Langeheine, deutscher Jurist, Verwaltungsbeamter und Politiker, MdL, Landesminister
- 1995: Wolfgang Pietzsch, deutscher Schachmeister
- 1996: Dorothy Livesay, kanadische Lyrikerin
- 1996: Daniel Mayer, französischer Journalist, Widerstandskämpfer und Politiker, Minister
- 1997: Karl Bachmann, deutscher Politiker
- 1997: Fasia Jansen, deutsche politische Liedermacherin und Friedensaktivistin
- 1997: Joyce Mekeel, US-amerikanische Komponistin, Cembalistin und Musikpädagogin
- 1998: Willem Kersters, belgischer Komponist und Professor

### 21. Jahrhundert
- 2001: Takashi Asahina, japanischer Dirigent
- 2001: Florian Fricke, deutscher Musiker, Pionier der Elektronikmusik

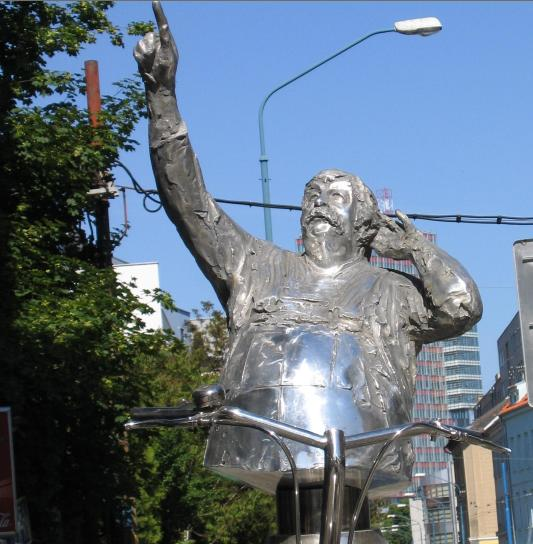
Július Satinský († 2002)

- 2002: Július Satinský, slowakischer Schauspieler
- 2003: Earl Hindman, US-amerikanischer Schauspieler
- 2003: Don Lawrence, britischer Comiczeichner
- 2003: Tino Schwierzina, deutscher Politiker, letzter Oberbürgermeister von Ost-Berlin, MdA
- 2004: Julius Axelrod, US-amerikanischer Mediziner und Neurochemiker
- 2004: Eugenio Garin, italienischer Philosoph
- 2006ː Anne-Marie Carrière, französische Schauspielerin und Sängerin
- 2007: Reijo Laksola, finnischer Eishockeyspieler
- 2007: Günter Wöhe, deutscher Ökonom
- 2008: Werner von Aesch, Schweizer Kabarettist
- 2008: Freddie Hubbard, US-amerikanischer Jazz-Trompeter
- 2008: Rudi Michel, deutscher Sportjournalist
- 2009: Roberto Amadei, italienischer Geistlicher und Kirchenhistoriker, Bischof von Savona-Noli und Bergamo
- 2009: Steve Williams, US-amerikanischer Wrestler
- 2010: Walter Adamson, deutsch-australischer Schriftsteller
- 2010: Pawel Konstantinowitsch Koltschin, sowjetischer Skilangläufer und -trainer, Olympiasieger
- 2010: Omar Shapli, US-amerikanischer Schauspieler, Schauspiellehrer und Autor
- 2011: Iwan Andonow, bulgarischer Schauspieler, Regisseur und Maler
- 2011: Paul Antaki, ägyptischer Weihbischof
- 2011: Leopold Hawelka, österreichischer Cafetier
- 2012: Robert Astles, britischer Soldat und Kolonialbeamter
- 2012: Helmut Böhme, deutscher Historiker
- 2012: Thomas L. Jentz, US-amerikanischer Autor
- 2013: Alewtina Wiktorowna Aparina, russische Politikerin
- 2013: Simon Yussuf Assaf, libanesischer Priester und Poet
- 2013: Wojciech Kilar, polnischer Komponist
- 2014: Hermann Weber, deutscher Historiker
- 2014: Horst Lechner, österreichischer Architekt
- 2015: Elżbieta Krzesińska, polnische Leichtathletin, Olympiasiegerin
- 2016: Ferdy Kübler, Schweizer Radrennfahrer
- 2016: William Salice, italienischer Produktentwickler und -manager
- 2016: Peter Tamm, deutscher Verlagsmanager
- 2018: Eva Twaroch, österreichische Journalistin
- 2019: Alasdair Gray, britischer Schriftsteller und Künstler
- 2019: Neil Innes, britischer Musiker und Komponist
- 2019: Manfred Stolpe, deutscher Kirchenjurist und Politiker, MdL, Ministerpräsident von Brandenburg, Bundesminister
- 2020: Jessica Campbell, US-amerikanische Schauspielerin
- 2020: Pierre Cardin, französischer Modeschöpfer
- 2020: Alexi Laiho, finnischer Musiker
- 2020: Nikhil Nandy, indischer Fußballspieler
- 2020: Jeanine Salagoïty, französische Leichtathletin
- 2020: Margot Wicki-Schwarzschild, deutsche Holocaustüberlebende
- 2022: Pelé, brasilianischer Fußballspieler, Weltmeister
- 2022: János Varga, ungarischer Ringer, Olympiasieger
- 2022: Vivienne Westwood, englische Modedesignerin
- 2023: Les McCann, US-amerikanischer Jazz-Pianist, Sänger und Komponist

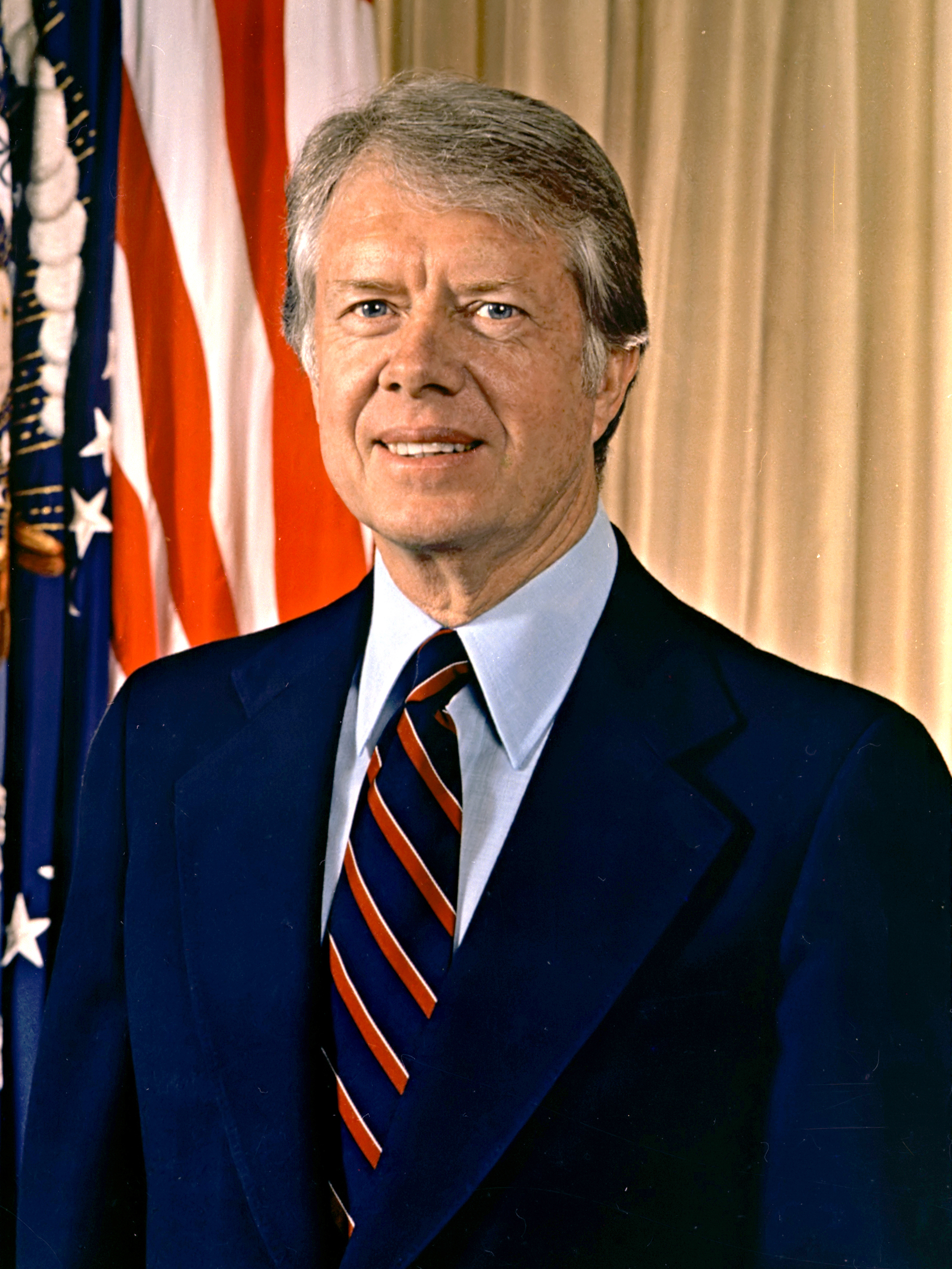
Jimmy Carter († 2024)

- 2024: Jimmy Carter, US-amerikanischer Politiker, 39. Präsident der Vereinigten Staaten von Amerika und Friedensnobelpreisträger

## Feier- und Gedenktage
- Kirchliche Gedenktage
  - Hl. Thomas Becket, englischer Adeliger und Bischof (evangelisch, anglikanisch, römisch-katholisch, armenisch)
  - Hl. David, König von Israel (römisch-katholisch, evangelisch: LCMS)

- Namenstage
  - David, Jonathan, Tamara

Weitere Einträge enthält die Liste von Gedenk- und Aktionstagen.